# Мариуполь
Мариу́поль (укр. Маріуполь; от греч. Μαριούπολις — «город Марии»; в 1948—1989 годах — Жда́нов) — город в Донецкой области Украины, административный центр Мариупольского района и Мариупольской городской общины. До 2020 года был городом областного значения. С 20 мая 2022 года полностью находится под российской оккупацией; согласно украинскому законодательству, является временно оккупированной территорией.
Центр Мариупольской агломерации. Численность наличного населения города на 1 января 2022 года составляла 425 681 человек; в рамках горсовета (с учётом посёлков городского типа Старый Крым, Сартана, Талаковка, сёл Гнутово, Виноградное и посёлка Ломакино, подчинённых горсовету) на 1 января 2020 года — 457 439 человек.
Мариуполь был одним из важнейших центров украинской металлургии и крупным морским портом, входил в десятку крупнейших городов Украины, являлся важнейшим промышленным и крупным экономическим центром страны. Был районом компактного проживания греков Приазовья. В 2012 году был признан правительством Украины одним из самых комфортных для проживания в стране городов.
В 2022 году в ходе российского вторжения город был оккупирован ВС России и контролируемой ею ДНР после ожесточённых боёв, продолжительной блокады и обстрела российскими войсками, в результате чего, по оценкам ООН, в городе были повреждены или разрушены до 90 % многоэтажных и до 60 % частных домов.
По оценке ООН, в период с февраля по конец апреля 2022 года город был самым смертельно опасным местом на Украине, а 350 000 жителей стали беженцами. Произошедший 16 марта российский авиаудар по драмтеатру Мариуполя — одна из самых смертоносных атак по мирным гражданам за всё время войны. По оценкам украинских властей, потери в ходе боёв за Мариуполь составили как минимум 25 тыс. человек убитых, из которых 5—7 тыс. погибли под завалами разбомбленных зданий. К концу декабря 2022 года в районе Мариуполя обнаружено около 10 300 массовых могил, в связи с чем Associated Press предполагает, что число убитых может быть в 3 раза больше.

## Физико-географическая характеристика

### Географическое положение
Высота над уровнем моря — 67 метров. Мариуполь находится на юге Донецкой области, на северном побережье Азовского моря, в устье рек Кальмиус и Кальчик. Город занимает площадь 166,0 км2 (с пригородами, подчинёнными муниципальному совету — 244,0 км2). Площадь под застройкой — 106,0 км2, зелёные массивы — 80,6 км2. Почвы территории города преимущественно солонцеватые чернозёмы, со значительным количеством подземных грунтовых вод, что часто приводит к оползням.

### Климат
Местный климат — умеренно-континентальный с продолжительным жарким летом (частые засухи и суховеи) и мягкой малоснежной зимой (бывают оттепели, туманы). Регион располагает большими тепловыми ресурсами с преобладанием в тёплое время года ясных солнечных дней (продолжительность солнечного сияния с мая по сентябрь — 1544 часа). Годовое количество осадков — 420 мм в год. Агроклиматические условия позволяют выращивать в пригородах Мариуполя теплолюбивые сельскохозяйственные культуры с долгим вегетативным периодом (подсолнечник, бахчевые, виноград и персики). Однако водных ресурсов в регионе недостаточно, и поэтому для нужд населения и промышленности используются пруды и различные водохранилища.
Направление ветра зимой преимущественно восточное, летом — юго-восточное.
Мариуполь расположен в центре Приазовской рекреационной зоны Донецкой области. Благодаря бризовым явлениям Азовское побережье приобретает особую привлекательность — обилие солнца, вынос с моря огромных масс чистого воздуха, насыщенного озоном, минеральными солями и микроэлементами (хлористый натрий, йод, бром и др.). Бризы способствуют формированию естественной вентиляции побережья, резко уменьшают ощущение жары. Мариуполь — популярное место для летнего морского отдыха.
Важное значение имеет продолжительность рекреационного периода, который в Мариуполе начинается в середине мая и заканчивается во второй декаде сентября, когда среднесуточная температура воздуха превышает 15 °C (в июле—августе она достигает 23—26 °C). Суточная дневно-ночная разница температур летом составляет около 10 °C. Этому периоду соответствует купальный сезон, когда вода в море прогревается до 18—23 °C, а в июне—августе в отдельные дни — до 26—29 °C.
Заморозки наступают в октябре и заканчиваются в апреле. Средняя температура воздуха в январе — 2,5 °C, в июле — + 24,0 °C.
Абсолютный максимум температуры воздуха — +38,0 °C (август 2017 года), абсолютный минимум составляет −27,2 °C (январь 2006 года).
| Показатель                                                                       | Янв.  | Фев. | Март | Апр. | Май  | Июнь | Июль | Авг. | Сен. | Окт. | Нояб. | Дек.  | Год   |
| -------------------------------------------------------------------------------- | ----- | ---- | ---- | ---- | ---- | ---- | ---- | ---- | ---- | ---- | ----- | ----- | ----- |
| Абсолютный максимум, °C                                                          | 10,0  | 15,0 | 19,6 | 30,0 | 33,9 | 37,0 | 37,8 | 38,0 | 34,4 | 27,1 | 18,0  | 14,1  | 38,0  |
| Средний суточный максимум, °C                                                    | −0,2  | 0,2  | 5,1  | 13,1 | 19,8 | 24,5 | 27,5 | 26,9 | 20,9 | 13,6 | 5,9   | 1,0   | 13,2  |
| Средняя температура, °C                                                          | −2,6  | −2,6 | 1,9  | 9,5  | 15,9 | 20,3 | 23   | 22,4 | 16,7 | 10,1 | 3,2   | −1,4  | 9,7   |
| Средний суточный минимум, °C                                                     | −4,9  | −5,1 | −0,6 | 6,2  | 11,8 | 15,9 | 18,3 | 17,6 | 12,4 | 6,8  | 0,8   | −3,6  | 6,3   |
| Абсолютный минимум, °C                                                           | −27,2 | −25  | −20  | −7,3 | 0,0  | 5,6  | 8,9  | 5,0  | −1,1 | −8   | −17   | −24,5 | −27,2 |
| Норма осадков, мм                                                                | 44    | 40   | 38   | 34   | 35   | 48   | 48   | 35   | 44   | 35   | 48    | 49    | 507   |
| Источник: Погода и Климат. www.pogodaiklimat.ru. Дата обращения: 23 апреля 2022. |       |      |      |      |      |      |      |      |      |      |       |       |       |

| Солнечное сияние, часов в год. | Солнечное сияние, часов в год. | Солнечное сияние, часов в год. | Солнечное сияние, часов в год. | Солнечное сияние, часов в год. | Солнечное сияние, часов в год. | Солнечное сияние, часов в год. | Солнечное сияние, часов в год. | Солнечное сияние, часов в год. | Солнечное сияние, часов в год. | Солнечное сияние, часов в год. | Солнечное сияние, часов в год. | Солнечное сияние, часов в год. | Солнечное сияние, часов в год. |
| Месяц                          | Янв                            | Фев                            | Мар                            | Апр                            | Май                            | Июн                            | Июл                            | Авг                            | Сен                            | Окт                            | Ноя                            | Дек                            | Год                            |
| Солнечное сияние, ч/мес        | 59                             | 80                             | 145                            | 210                            | 290                            | 308                            | 352                            | 334                            | 260                            | 171                            | 80                             | 51                             | 2340                           |
| ------------------------------ | ------------------------------ | ------------------------------ | ------------------------------ | ------------------------------ | ------------------------------ | ------------------------------ | ------------------------------ | ------------------------------ | ------------------------------ | ------------------------------ | ------------------------------ | ------------------------------ | ------------------------------ |

| Показатель              | Янв. | Фев. | Март | Апр. | Май  | Июнь | Июль | Авг. | Сен. | Окт. | Нояб. | Дек. | Год  |
| ----------------------- | ---- | ---- | ---- | ---- | ---- | ---- | ---- | ---- | ---- | ---- | ----- | ---- | ---- |
| Абсолютный максимум, °C | 4,4  | 2,9  | 10,5 | 16,8 | 24,4 | 27,7 | 29,5 | 28,0 | 27,0 | 21,3 | 11,4  | 8,6  | 29,5 |
| Средняя температура, °C | 0,1  | 0,0  | 2,0  | 9,3  | 16,8 | 22,0 | 24,2 | 23,6 | 19,4 | 12,8 | 5,7   | 1,3  | 11,4 |
| Абсолютный минимум, °C  | −0,7 | −0,7 | −0,6 | 0,7  | 7,6  | 16,3 | 19,8 | 19,1 | 12,6 | 2,0  | −0,6  | −0,6 | −0,7 |

### Экология
Мариуполь занимает одно из первых мест на Украине по объёмам выбросов вредных веществ промышленными предприятиями. Крупнейшими загрязнителями окружающей среды в городе являются металлургические комбинаты «Азовсталь» и «ММК им. Ильича», особенно аглофабрика и доменный цех. Не последнюю роль играет неудачное расположение меткомбината «Азовсталь» (фактически в нескольких километрах от центра города). Комбинат был построен в 1930-х годах близ устья реки Кальмиус, фактически на побережье Азовского моря, без учёта «розы ветров». Поскольку в данном регионе преобладают ветра восточного и северо-восточного направлений, то значительная часть выбросов меткомбината приходится на самые густонаселённые районы города. Основная доля загрязнения водных ресурсов региона Мариуполя, конечно, принадлежит меткомбинатам. Не отстаёт и морской порт с постоянной перегрузкой таких грузов, как сера, угольный пек, уголь и другие виды минералов. Суда, заходящие в акваторию порта, не всегда выполняют нормы экологических требований законодательства. Постоянное наступление строящихся причалов и складов морского порта приводит к постепенному исчезновению жемчужины города — пляжа посёлка «Песчаный», некогда очень популярного среди горожан и гостей города. Сера с 2007 года в Мариупольском порту не перерабатывается, а угольный пек перегружается Судоремонтным заводом.

## История

### До 1917 года
Люди жили в этих местах ещё в период неолита: на месте современного Мариуполя находилось множество поселений неолита и медного века.
Русские дореволюционные энциклопедические словари (как то Географическо-статистический словарь Российской Империи и ЭСБЕ) говорят о мнении археологов, что на месте Мариуполя мог находится средневековый город Адамаха. 
Значительный ущерб был нанесён Мариуполю во время Крымской войны 1853—1856 годов. Морская торговля из-за военных действий была приостановлена. Весной 1855 года англо-французская эскадра вошла в Азовское море. 24 мая под прикрытием корабельной артиллерии в Мариуполе был высажен вражеский десант, который уничтожил склады в порту, сжёг несколько домов в городе.
Важное значение для города имело проведение в 1882 году железной дороги «Еленовка — Мариуполь», соединившей его с Донбассом и другими экономическими центрами страны. Донецкий уголь начал поступать в Мариупольский порт, находившийся в устье реки Кальмиус. Увеличение грузооборота вызвало строительство нового Мариупольского торгового порта, которое велось в 1886—1889 годах. Новый порт вызвал оживление торговли, приток населения в город. В городе открылись консульства и консульские агентства Греции, Италии, Австро-Венгрии, Турции, Бельгии, Германии, Великобритании.

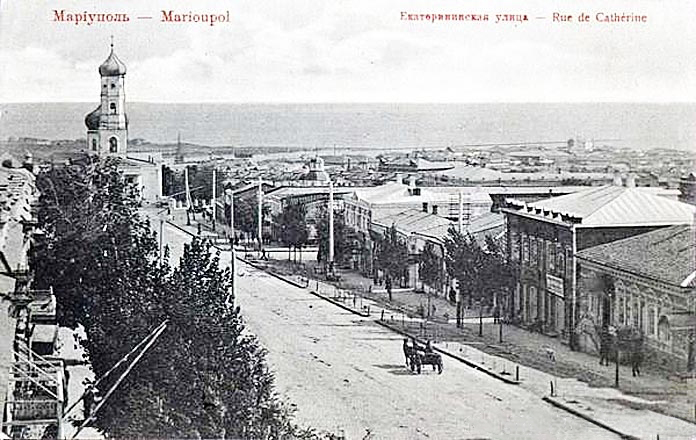
Екатерининская улица, начало XX века
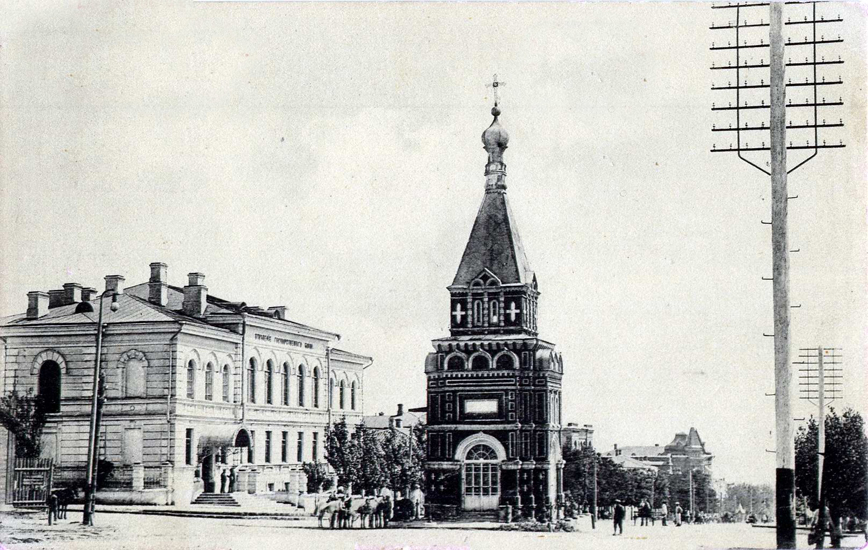
Екатерининская улица в начале XX века. Здание госбанка. Часовня Марии Магдалины
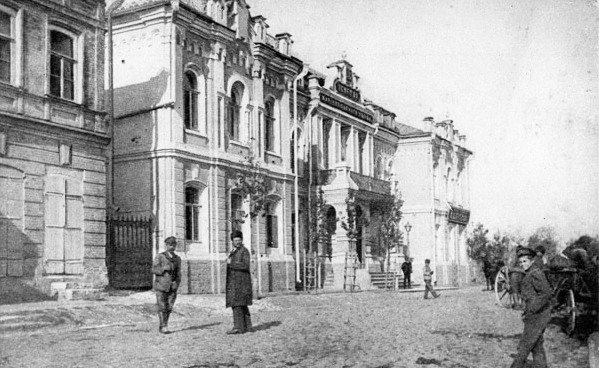
Земская управа, начало XX века
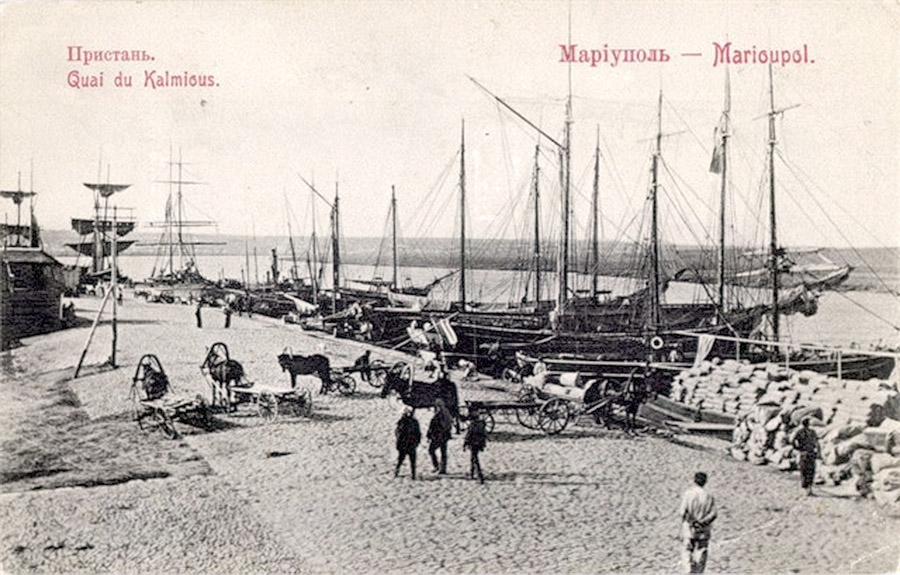
Старая городская пристань. Открытка XIX века
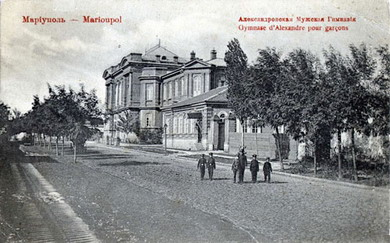
Мариупольская Александровская мужская гимназия, начало XX века

Промышленным центром Мариуполь стал в конце XIX века, когда здесь были построены металлургические заводы Никополь-Мариупольского горного и металлургического общества и общества «Русский Провиданс», которые выпускали стальной лист, нефтепроводные трубы, железнодорожные рельсы и другую продукцию. В конце XIX века в Мариуполе, кроме металлургических, действовали заводы: сельскохозяйственного машиностроения, чугунолитейный, 6 кожевенных, 27 кирпично-черепичных, макаронная фабрика, две паровые мельницы.
В 1878 году житель Мариуполя В. Л. Шаповалов создал в городе профессиональную театральную труппу, а в 1887 году состоялось открытие здания городского театра. Позже создаются и другие учреждения культуры — типографии, городская общественная библиотека, кинотеатры, выходит первая городская газета. В 1892 году вышел из печати сборник лекций о Мариуполе «Мариуполь и его окрестности».

### Гражданская война
30 декабря 1917 года Мариуполь был занят частями Красной армии под командованием Антонова-Овсеенко. 1 мая 1918 года город был оккупирован немецкими и австро-венгерскими войсками. В ночь с 23 на 24 июля этого же года в городе произошло восстание против оккупационной администрации, к вечеру этого дня восстание было подавлено. В ноябре 1918 года, после ухода немецко-австрийских войск, Мариуполь перешёл под контроль Донской армии. В феврале следующего года в городе высадился десант Добровольческой армии, пришедший на помощь донским казакам. 29 марта 1919 года Мариуполь был захвачен 3-й бригадой (комбриг Н. И. Махно) и 1-й Заднепровской советской стрелковой дивизией (начдив П. Е. Дыбенко). В конце мая перешедшие в контрнаступление войска ВСЮР заняли Приазовье и Мариуполь, но в декабре 1919 года город был вновь захвачен большевиками.

### Советский период
В марте 1920 года в Мариуполе создаётся Красная Азовская военная флотилия, первым командиром которой был С. Е. Маркелов. Флотилия провела на Азовском море ряд успешных боевых операций против белогвардейского флота Врангеля. После гражданской войны Красная Азовская военная флотилия была перебазирована в Севастополь и на её основе началось возрождение Черноморского флота.
В 1920 году были национализированы и объединены металлургические заводы Никополь-Мариупольский и «Русский Провиданс» в один завод, которому в 1924 году присвоено наименование имени Ильича. В начале 1930-х годов главной стройкой города стал металлургический завод «Азовсталь».

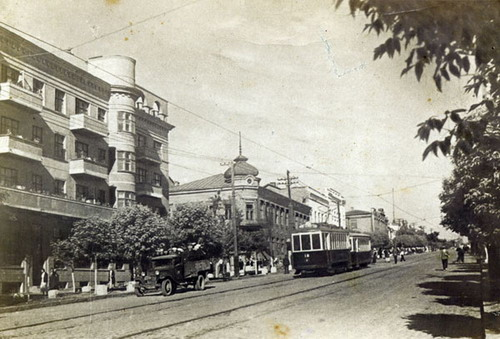
Проспект Республики, 1936 год

К концу 1930-х годов г. Мариуполь значительно вырос и преобразился. Если в 1925 году в нём проживало чуть более 50 тысяч человек, то к 1941 году население увеличилось до 241,1 тысячи чел. Появились новые многоэтажные дома в заводских районах, широкое развитие получило индивидуальное строительство жилья. В 1925 году первые автобусы начали курсировать между центром города и отдалёнными районами — портом и заводом им. Ильича. В 1933 году была пущена первая трамвайная линия, соединившая город с заводом, а позже — с портом. Освещались и озеленялись улицы. Новые парки появились в заводских посёлках и в порту.
В 1937 году в Мариуполе, а также в Таганроге прошли массовые аресты греков-румеев.
Великая Отечественная война
С началом 22 июня 1941 года советско-германской войны предприятия города перестроили производство для нужд фронта. Ильичёвские металлурги выпускали броневую сталь для танков Т-34, торпедных катеров и самолётов-штурмовиков ИЛ-2. Понтонные мосты, бронеколпаки для пулемётных гнёзд, бронеплощадки для дотов, противотанковые ежи изготавливали на заводе металлоконструкций. На заводе «Азовсталь» производили корпуса для авиабомб и стволы батальонных миномётов.
8 октября 1941 года подразделения бригады СС «Лейбштандарт СС Адольф Гитлер» под командованием штурмбаннфюрера Курта Мейера совместно с 13-й танковой дивизией заняли город без боя. Есть сведения, что в начале декабря 1941 года Мариуполь мог посещать Адольф Гитлер для совещания с военачальниками Клейстом и Дитрихом, ночуя в бывшем доме купца Хараджаева. С мая 1942 года в городе базировался воевавший в составе Кригсмарине Хорватский морской легион. В конце сентября 1942 года в Мариуполе для награждения моряков Легиона находился поглавник Анте Павелич.
Немецкая оккупация города продолжалась до 10 сентября 1943 года, когда город был освобождён в ходе Донбасской наступательной операции. Оккупанты проводили массовые расстрелы населения; так, 20—21 октября 1941 года в районе Агробазы был проведён массовый расстрел евреев, также расстреливали цыган, раненых красноармейцев и т. д.; общее число погибших за время оккупации, по данным Чрезвычайной государственной комиссии, составило около 60 тысяч человек.
После войны
После окончания войны была восстановлена промышленность города, подняты из руин металлургические гиганты: заводы им. Ильича и «Азовсталь», морской порт и другие предприятия. К концу 1950 года все 48 промышленных предприятий не только достигли довоенного уровня производства, но и превысили его на 30 %.
22 октября 1948 года Постановлением Совета Министров СССР городу было присвоено наименование Жданов (в честь советского партийного и государственного деятеля А. А. Жданова).
В 1953 году в Жданове было создано Азовское районное управление Черноморского пароходства, которое в 1967 году преобразовано в Азовское морское пароходство. Его суда посещали около 400 портов более 70 стран мира. В связи с расширением промышленного и жилищного строительства в городе были созданы мощные строительные организации.
В апреле 1958 году трубопрокатный завод имени Куйбышева был объединён с заводом им. Ильича. Одновременно из машиностроительных и части металлургических цехов завода имени Ильича был создан завод тяжёлого машиностроения, который через несколько лет стал одним из крупнейших предприятий в отрасли — производственным объединением «Ждановтяжмаш», позже — «Азовмаш». Продолжали развиваться предприятия лёгкой и пищевой промышленности. В порту сооружались новые причалы и целые районы.

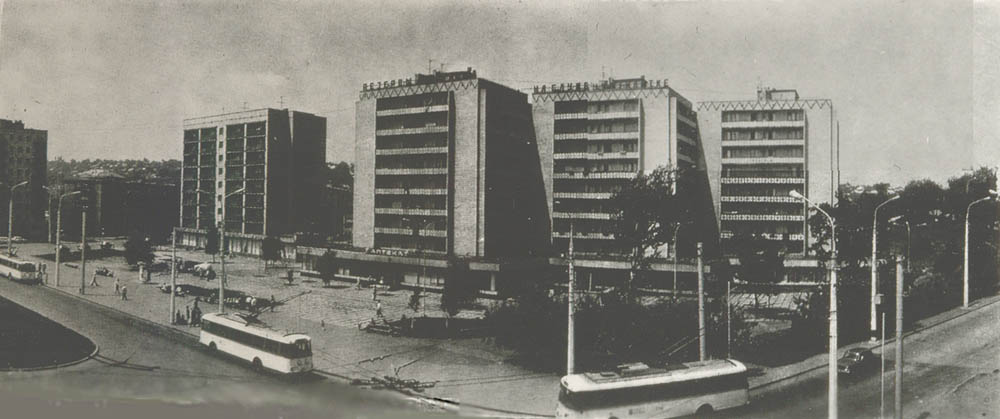
Площадь морвокзала в конце 1970-х годов

В эти годы выросли новые высотные микрорайоны, сооружены новые школы, детские комбинаты, лечебные учреждения, профилактории, магазины и предприятия общественного питания.
В городе работали два высших учебных заведения, 8 техникумов, 14 профессионально-технических училищ, 66 общеобразовательных школ, 5 школ рабочей молодёжи и заочных, 8 детских музыкальных школ, 16 детских спортивных школ, детская художественная школа, станция юных техников, флотилия юных моряков, три районных дома пионеров и школьников, городской дом пионеров, вступивший в строй в 1987 году. Сеть дошкольных учреждений составила 167 детских садов, садов-яслей.
Продолжали развиваться учреждения культуры, физкультуры и спорта. В 1959 году в городе была восстановлена деятельность русского драматического театра, а в 1960 году прекрасное новое здание театра украсило центр города. Были открыты музыкальное училище и выставочный зал имени А. И. Куинджи, получила новое помещение городская библиотека имени В. Г. Короленко, сооружено несколько дворцов культуры и спорта, стадионов и плавательных бассейнов.
С развитием экономики города росло и количество его жителей: 1958 г. — 280,3 тыс. чел.; 1970 г. — 436 тыс. чел.; 1989 г. — 540,3 тыс. чел.
Предприятия города давали стране стальной лист и трубы, железнодорожные рельсы и металлические конструкции, железнодорожные вагоны-цистерны и полувагоны, конвертеры, козловые и портальные краны, огнетушители, радиаторы для большегрузных автомобилей, стиральные машины, хрустальную посуду, швейные, чулочно-носочные и кондитерские изделия, рыболовецкие сети и рыбные консервы и много другой продукции.
К концу 1980-х годов в Жданове было 44 промышленных предприятия, 44 строительных и 10 транспортных организаций.
Начавшаяся в половине 1980-х годов в Советском Союзе перестройка повлекла экономические и политические перемены и в Жданове. 13 января 1989 года городу по просьбе его жителей возвратили историческое название — Мариуполь.
|                 |                 |                      |           |                                   |
| Первая гимназия | Дворец культуры | Мариупольская мечеть | Драмтеатр | Храм святого Архистратига Михаила |

### Российско-украинская война

#### Война в Донбассе
13 апреля 2014 года в Мариуполе перед зданием городского совета прошёл митинг пророссийских сепаратистов, собравший около 1 тысячи человек. В результате сепаратисты провозгласили в городе власть самопровозглашённой ДНР. В апреле—мае в городе неоднократно происходили столкновения между силовиками, представляющими украинские власти, и сепаратистами. Наибольшего накала противостояние в Мариуполе достигло в ночь с 16 на 17 апреля 2014 года, когда сепаратисты попытались штурмовать расположенную в черте города воинскую часть.
После событий 9 мая 2014 года из города были выведены все силовые структуры, подчинявшиеся украинскому правительству. Действующий городской голова сохранял власть и пытался договориться с ДНР.

13 июня 2014 года военнослужащие Вооружённых сил Украины, добровольческих батальонов и Национальной гвардии Украины восстановили контроль украинской власти над городом. После ликвидации в городе формирований ДНР, по распоряжению президента Украины Петра Порошенко, областные власти были временно перенесены в Мариуполь и до 11 октября 2014 года город был областным центром Донецкой области.

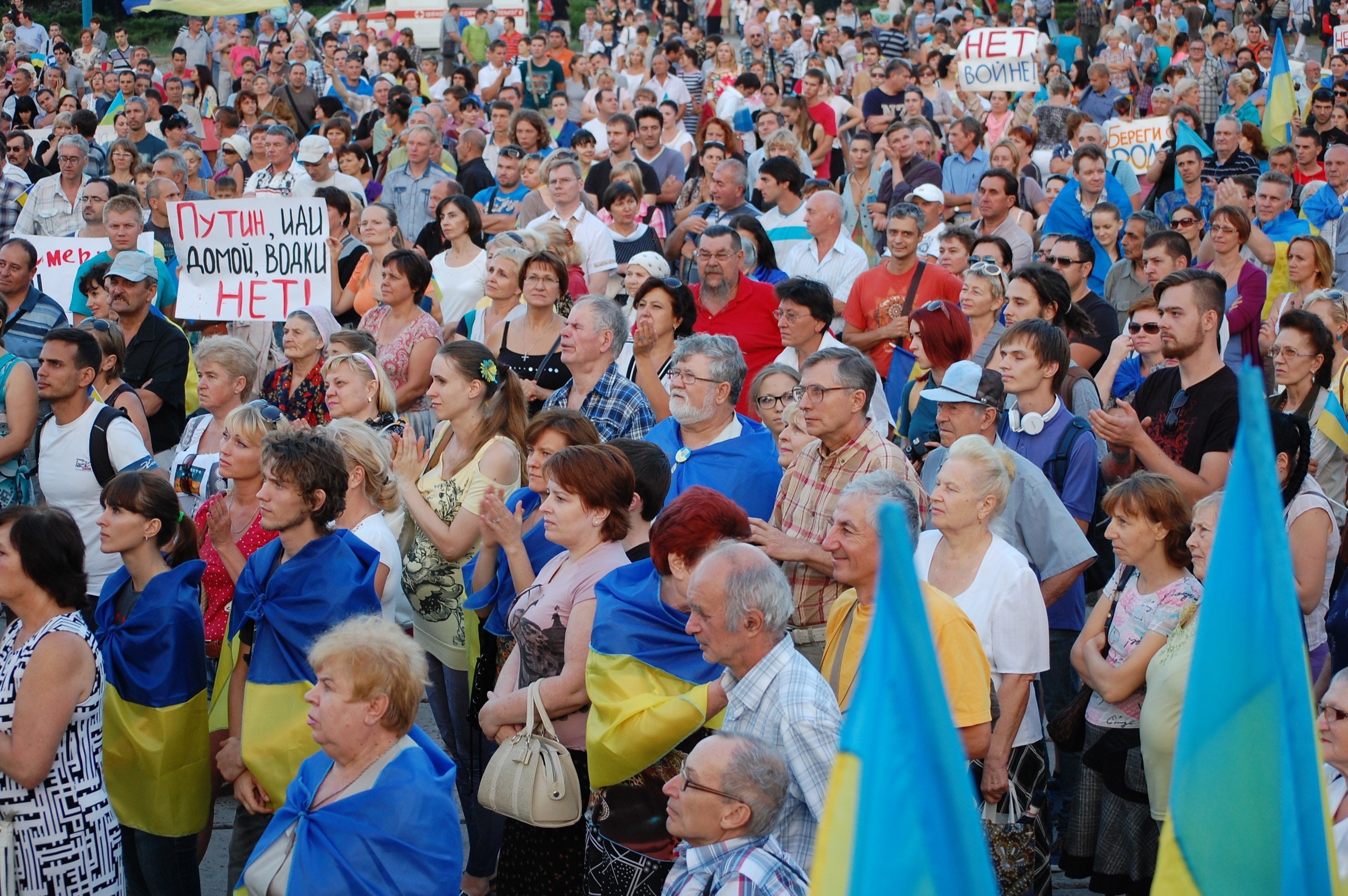
Антивоенный протест в Мариуполе, 28 августа 2014 года

Официально гражданские органы власти Донецкой области были перенесены только 13 октября 2014 года, о чём сообщил губернатор области Александр Кихтенко. С этого времени Донецкая областная государственная администрация расположена в Краматорске, который стал временным центром Донецкой области, а силовые структуры региона остаются в Мариуполе. В последние годы в рамках административной децентрализации городской бюджет получил значительный прирост, благодаря чему проводится реконструкция центральной части города, повышается его туристическая привлекательность. После 2014 года Мариуполь стал принимать крупные экономические и культурные форумы правительства Украины.

#### Вторжение России (с 2022)
После российского вторжения на Украину в 2022 году Мариуполь стал приоритетной целью для российских войск и сил ДНР. С 28 февраля город находится в осаде, с 24 февраля территория города подвергалась хаотическим артиллерийским обстрелам и ударам с воздуха, как следствие 90 % города были повреждены или разрушены. С начала марта в Мариуполе происходит гуманитарная катастрофа из-за нехватки лекарств, продовольствия, электричества и воды.
В ходе боёв артиллерией и налётами российской авиации был практически уничтожен один из крупнейших заводов чёрной металургии «Азовсталь».
В начале апреля 2022 года властями самопровозглашённой ДНР Константин Иващенко был назначен мэром Мариуполя. Украинские власти этого решения не признали.
20 мая 2022 года, после 81-дневной осады города, сдались последние силы его обороны, находившиеся на предприятии «Азовсталь». Более двух тысяч украинских солдат были взяты в плен.

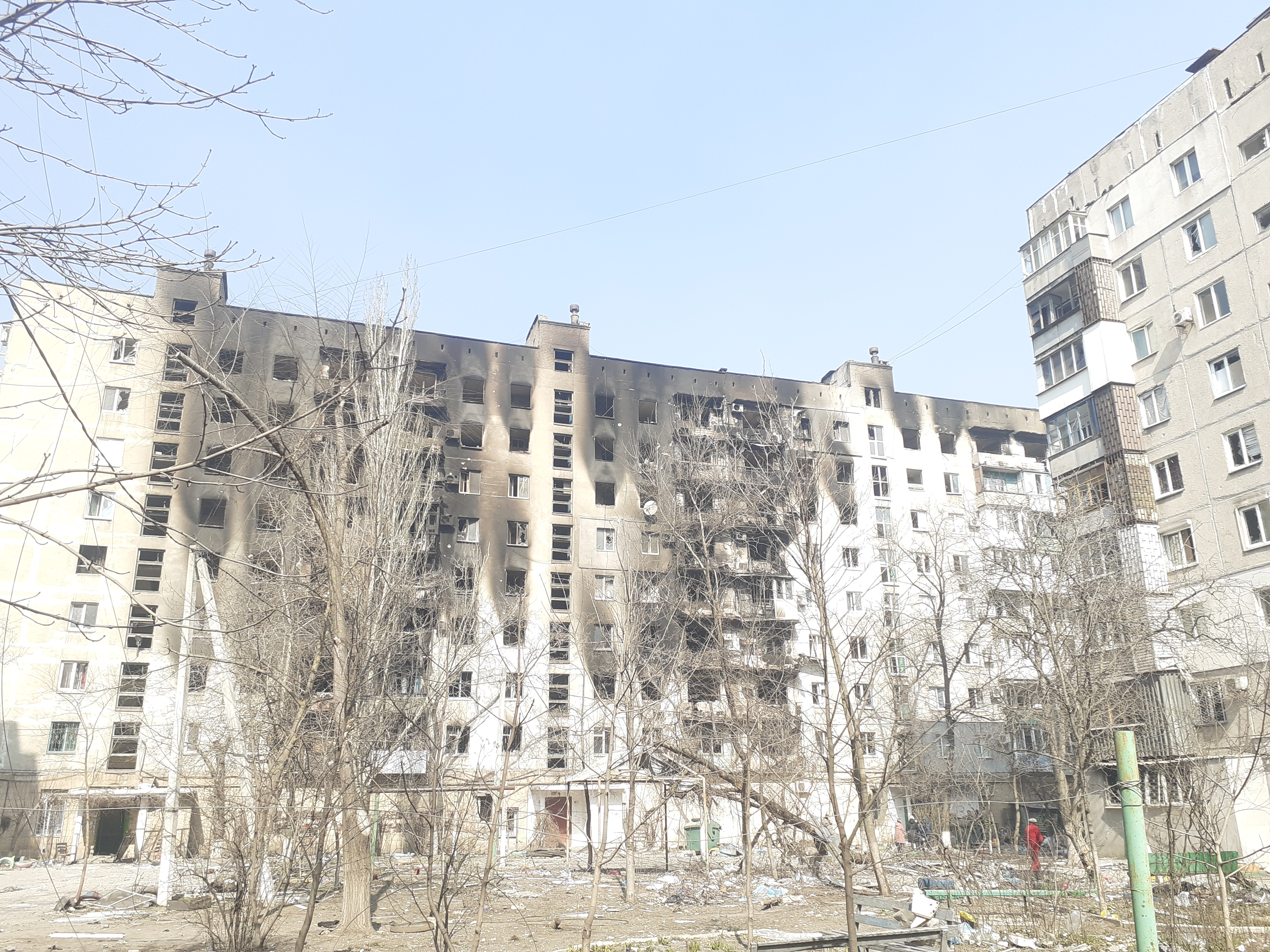
Мариуполь, 2022 год

#### Жертвы среди мирного населения
9 марта российским авиаударом была разрушена детская больница и роддом. Несколько человек погибли и около 17 были ранены, среди пострадавших — медперсонал и роженицы. По словам украинской стороны, авиаудар был нанесён во время «режима тишины», объявленного Россией накануне.
13 марта 2022 года пресс-служба городского совета Мариуполя сообщила, что в городе погибло 2187 жителей.
16 марта российская армия нанесла бомбовый удар по областному драматическому театру, убив несколько сотен укрывавшихся в нём людей.
27 марта мэр Мариуполя сообщил, что в городе погибло более 5000 человек.
За 27 дней блокады, по данным офиса президента Украины, в городе повреждено около 90 % жилого фонда. По данным The Economist, серьёзно повреждено 45 % застроенной территории города. Если судить по площади, то больше всего пострадали промышленные объекты, количественно же — 90 % разрушенных зданий были жилыми.
По информации горсовета Мариуполя на 6 апреля, российская армия начала использовать мобильные крематории для сжигания тел убитых, в том числе гражданских, чтобы скрыть военные преступления.
12 апреля 2022 года городской голова Мариуполя Вадим Бойченко заявил, что за время осады в городе погибло более 10 тысяч человек. По оценкам главы Донецкой областной военно-гражданской администрации Павла Кириленко, в Мариуполе во время блокады погибло до 20-22 тысяч человек.
На 21 апреля, по данным украинских властей, 120 тыс. человек всё ещё оставались в Мариуполе.
На 16 июня ООН подтвердила гибель 1348 мирных граждан, в том числе 70 детей, в ходе боевых действий в Мариуполе, реальное число погибших мирных жителей исчисляется тысячами. По оценкам украинских властей, потери в ходе боёв за Мариуполь составили как минимум 25 тыс. человек убитых, из которых 5—7 тыс. погибли под завалами разбомбленных зданий. На спутниковых снимках в Мариуполе и вокруг с начала полномасштабной войны на начало ноября насчитали более 4600 новых могил, число захороненных неизвестно.

#### После боевых действий
По оценкам ООН, в результате боёв в городе повреждены или разрушены до 90 % многоэтажных домов и до 60 % частных. До 350 тысяч человек вынуждено покинули Мариуполь, в котором до войны жили 426 тысяч человек.
13 мая МЧС ДНР и спасатели из РФ начали разбор завалов без соблюдения чёткого порядка опознания найденных погибших, 22 мая российские войска продолжили разминирование Азовстали.
В конце мая советник украинского мэра города Пётр Андрющенко сообщил, что в Мариуполе под завалами многоэтажного дома на проспекте Мира обнаружили около 200 тел погибших, а заместитель мэра города Сергей Орлов утверждал, что в Мариуполе от предвоенного населения в примерно 500 тыс. осталось около 150 тыс. жителей и что город находится в «тотальном гуманитарном кризисе». По словам Орлова, оставшихся жителей оккупированного Мариуполя принуждают к труду в обмен на еду.
В июне 2022 года глава Следственного комитета России Александр Бастрыкин отметил: «…Потряс Мариуполь. Город стерли с лица земли. У меня такое чувство, что Ленинград лучше сохранили после немецкой блокады. А ведь там не немцы бомбили, славяне».
Журналисты Рейтер, посетившие Мариуполь в середине июля 2022, сообщали об оставшихся местных жителях, кипятящих воду и готовящих пищу на открытом огне во дворах разрушенных жилых домов. Некоторые жители отмечают, что ситуация после окончания боевых действий немного улучшилась, однако до сих пор остаётся ужасной. Встречаются человеческие останки.
Жители ограничены в свободе выезда и возвращения в Мариуполь: осуществляется так называемая «фильтрация» гражданских, которая, как сообщалось, связана с запугиванием и унижением, что может быть равносильно жестокому обращению. Оккупационные войска продолжают процедуры фильтрации и депортации. Советник украинского мэра Мариуполя Пётр Андрюшенко заявил, что 70 человек, в том числе 12 детей, были принудительно депортированы в Россию из Мариуполя через фильтрационный лагерь в Никольском, а штаб территориальной обороны ДНР заявил о вывозе 313 человек, включая 55 детей, в контролируемое ДНР село Безыменное. Российские оккупационные власти наращивают влияние на управление городом, снижая роль властей ДНР. Советник украинского мэра Мариуполя Пётр Андрюшенко сообщил, что «добровольцы» из России помогают в проведении фильтрации, а чеченские подразделения патрулируют дороги из Мариуполя в контролируемые Украиной районы Запорожской области.
Оккупационные власти работают над русификацией города: заменяют украинские указатели на русскоязычные, вводят русскоязычное обучение в школах и склоняют жителей к оформлению российских паспортов.
5 ноября 2022 года Владимир Путин по предложению президента Российской академии наук Геннадия Красникова присвоил Мариуполю и Мелитополю звание «Город воинской славы».

#### Восстановление
После аннексии украинских территорий российские власти стали активно застраивать Мариуполь, заметая следы военных преступлений. Так, в феврале 2023 года глава российской оккупационной администрации города Олег Моргун заявил, что в городе сдали 1,5 тысячи квартир. Генеральный директор «Единого заказчика в сфере строительства» Карен Оганесян в январе заявил, что всего в 2023 году планируется сдать в эксплуатацию 2 тысячи квартир, не уточнив, о скольких домах речь. В этом же году было запланировано снести 400 многоэтажных домов; 32,5 тысячи частных домов были полностью или частично разрушены.
19 марта 2023 года Владимир Путин посетил Мариуполь. После поездки российские СМИ выложили видеоматериал с посещением Путиным одного из районов города, на записи был запечатлён голос женщины с криками «это все неправда, это все напоказ», в материале также была запечатлена последующая реакция охраны. Через несколько дней этот фрагмент был удалён.
Ряд компаний в городе был передан в собственность соратникам главы Чечни Рамзана Кадырова. В июне 2022 года на юго-западе города была развёрнута площадка для строительства новых жилых комплексов; строительство новых домов осуществлял межрегиональный фонд Санкт-Петербурга и Ленинградской области «Победа», который не публикует информацию о расходах на Мариуполь.
Осенью 2022 года нидерландский архитектор, соучредитель коалиции Ro3kvit по восстановлению украинских городов Фулко Трефферс заявил, что стоимость строительных работ составят 12-18 миллиардов евро.
В августе 2023 года «Би-Би-Си» писала, что анализ спутниковых снимков показал как некоторое множество высокоэтажных зданий, возведённых в течение минувшего года, так и огромный масштаб разрушений, сохранившийся к тому времени, приведя в пример центральный район города, в котором у большинства зданий отсутствует крыша. Согласно заявлению местного жителя, опрошенного «Би-Би-Си», Россия восстановила только 10 % домов, повреждённых в ходе вторжения.

## Административно-территориальное деление
| Районы Мариуполя: Кальмиусский Левобережный Приморский Центральный | Населённые пункты: 1 — Сартана 2 — Старый Крым 3 — Талаковка 4 — Гнутово 5 — Ломакино |

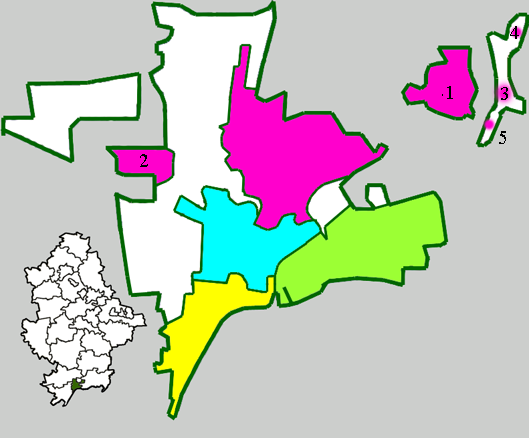
Состав Мариупольского городского совета:

- Кальмиусский район — на севере города, самый большой по площади и по развитию промышленности район. Прежнее название: Ильичевский район
- Левобережный район — на востоке города, на левом берегу Кальмиуса. Прежнее название: Орджоникидзевский район.
- Приморский район — на юге города, на берегу Азовского моря. Прежнее название Портовской район.
- Центральный район — центральный район города. Прежнее название: Жовтневый (от укр. Жовтневий, рус. Октябрьский)

## Население
Численность наличного населения города на 1 января 2021 года составляла 431 859 человек; в рамках горсовета (с учётом посёлков городского типа Старый Крым, Сартана, Талаковка, сёл Гнутово, Виноградное и посёлка Ломакино подчинённых горсовету) на 1 января 2020—457 439 человек, что составило 11 % от численности населения области. За последний век количество населения выросло почти в 12 раз. В городе живут украинцы, русские, греки, белорусы, армяне, евреи и представители других национальностей. Официальным языком города является украинский язык, большая часть населения в быту пользуется преимущественно русским.
По данным депутата Юрия Гладунова, на октябрь 2023 года в Мариуполе проживало 327 тысяч человек.
По состоянию на 2001 год: основные национальности — украинцы (48,68 %) и русские (44,41 %), родным языком считают русский 457 350 человек (89,53 %), украинский — 50 420 человек (9,87 %).
После оккупации Мариуполя Россия предпринимает меры для русификации мариупольцев, искоренения украинского языка и изменения этнического состава населения города: в школах преподают только на русском языке, в город массово завозят россиян.
| Численность населения Мариуполя | Численность населения Мариуполя | Численность населения Мариуполя | Численность населения Мариуполя | Численность населения Мариуполя | Численность населения Мариуполя | Численность населения Мариуполя | Численность населения Мариуполя | Численность населения Мариуполя | Численность населения Мариуполя |
| 1778                            | 1782                            | 1795                            | 1823                            | 1826                            | 1840                            | 1850                            | 1855                            | 1858                            | 1862                            |
| ------------------------------- | ------------------------------- | ------------------------------- | ------------------------------- | ------------------------------- | ------------------------------- | ------------------------------- | ------------------------------- | ------------------------------- | ------------------------------- |
| 168                             | ↗2948                           | ↘2623                           | ↗2848                           | ↗2998                           | ↗3659                           | ↗4579                           | ↗4600                           | ↗5289                           | ↗6089                           |
| 1863                            | 1864                            | 1867                            | 1874                            | 1887                            | 1890                            | 1895                            | 1897                            | 1903                            | 1910                            |
| ↗7000                           | ↗7440                           | ↗7644                           | ↗9774                           | ↗16 815                         | ↗19 069                         | ↗30 922                         | ↗31 116                         | ↗38 000                         | ↗51 300                         |
| 1913                            | 1923                            | 1925                            | 1927                            | 1928                            | 1931                            | 1933                            | 1934                            | 1936                            | 1937                            |
| ↗53 900                         | ↘28 707                         | ↗29 320                         | ↗40 825                         | ↗73 000                         | ↗115 000                        | ↗152 806                        | ↗165 000                        | ↗193 000                        | ↘192 146                        |
| 1939                            | 1941                            | 1944                            | 1953                            | 1956                            | 1958                            | 1959                            | 1962                            | 1970                            | 1971                            |
| ↗221 529                        | ↗241 408                        | ↘85 000                         | ↗250 000                        | ↗273 000                        | ↗280 300                        | ↗283 570                        | ↗321 000                        | ↗416 927                        | ↗423 600                        |
| 1977                            | 1979                            | 1984                            | 1985                            | 1987                            | 1989                            | 1992                            | 1993                            | 1994                            | 1998                            |
| ↗474 000                        | ↗502 581                        | ↗520 000                        | ↗523 450                        | ↗529 000                        | ↘518 933                        | ↗522 900                        | ↗524 000                        | ↘520 700                        | ↘499 800                        |
| 2001                            | 2003                            | 2004                            | 2005                            | 2006                            | 2007                            | 2008                            | 2009                            | 2010                            | 2011                            |
| ↘492 176                        | ↘487 522                        | ↘484 454                        | ↘482 440                        | ↘479 959                        | ↘477 585                        | ↘474 715                        | ↘471 975                        | ↘469 336                        | ↘466 665                        |
| 2012                            | 2013                            | 2014                            | 2015                            | 2016                            | 2017                            | 2018                            | 2019                            | 2020                            | 2021                            |
| ↘464 457                        | ↘461 810                        | ↘458 533                        | ↘455 063                        | ↘453 623                        | ↘449 498                        | ↘444 493                        | ↘440 367                        | ↘436 569                        | ↘431 859                        |
| 2022                            |                                 |                                 |                                 |                                 |                                 |                                 |                                 |                                 |                                 |
| ↘425 681                        |                                 |                                 |                                 |                                 |                                 |                                 |                                 |                                 |                                 |

Рейтинг города (по численности населения) по состоянию на 1 января 2015 года:
| Место в мире | Место в Европе | Место в бывшем СССР | Место на Украине | Место в области |
| ------------ | -------------- | ------------------- | ---------------- | --------------- |
| 1011         | 107            | 66                  | 10               | 2               |

## Религия и религиозные организации

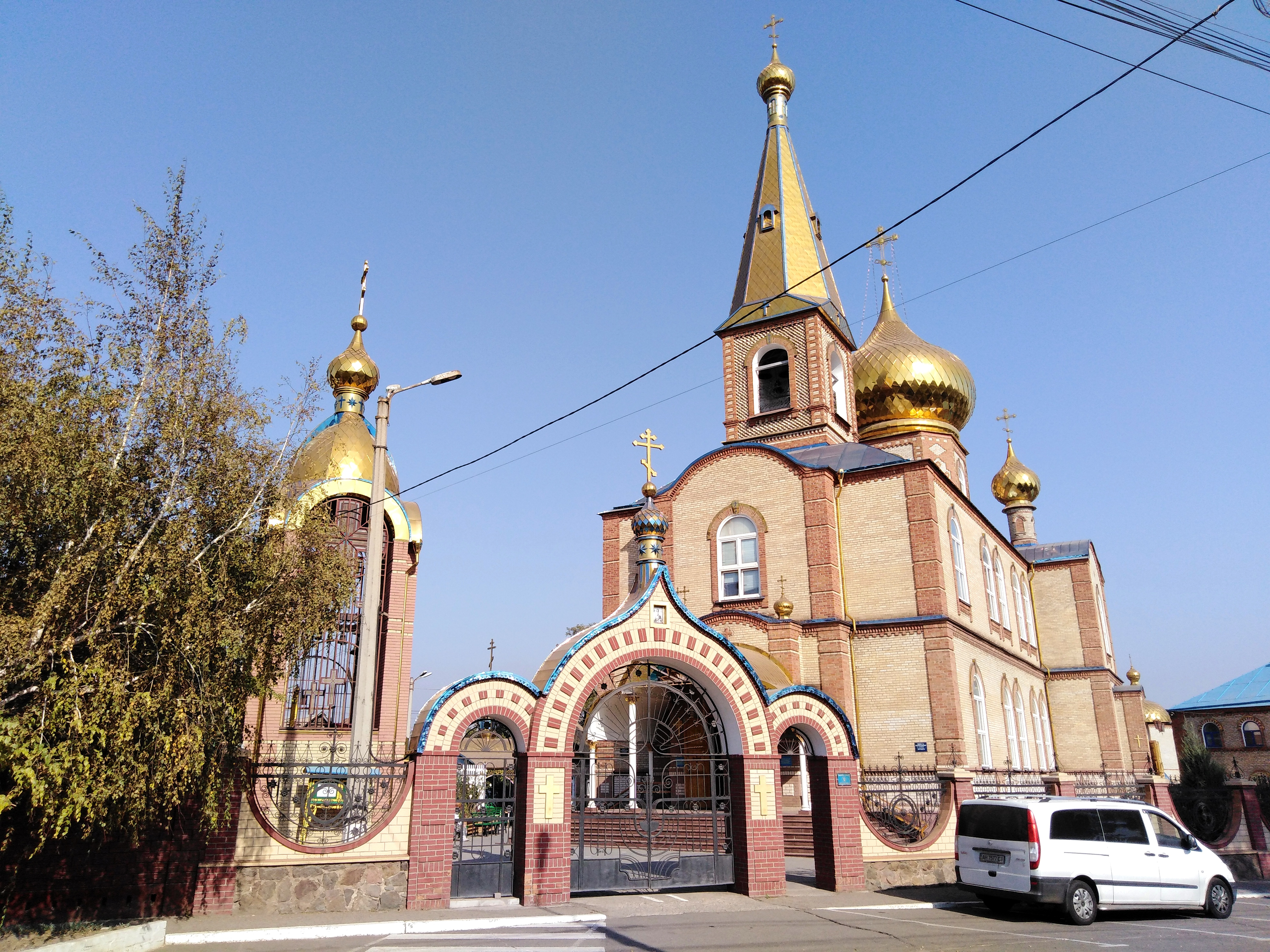
Николаевский собор на Новосёловке

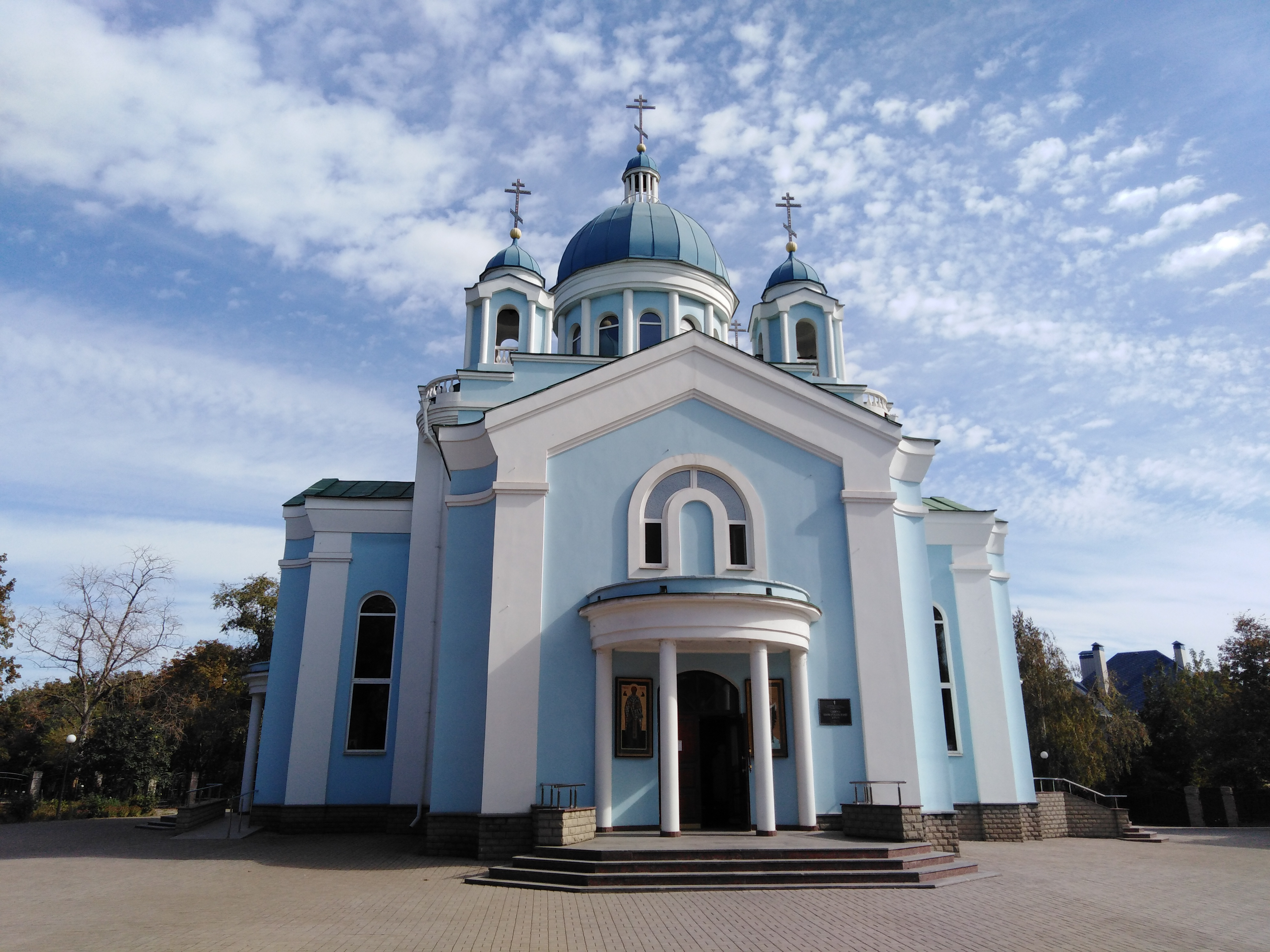
Храм Святого Михаила

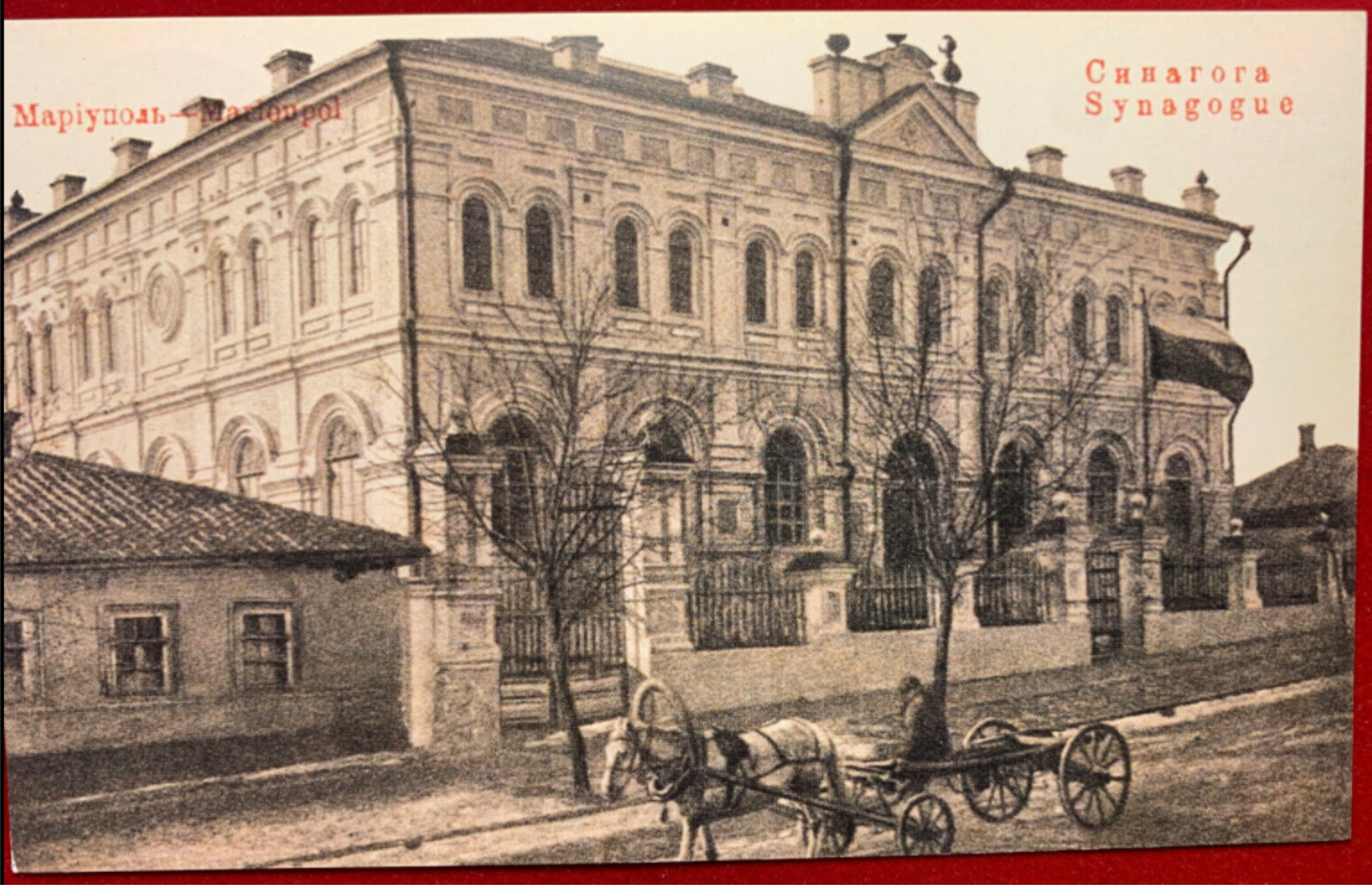
Хоральная синагога Мариуполя, до 1917 года

По итогам проведения безбожной пятилетки (1930-е) в Мариуполе, где преобладающей конфессией от времени основания города было православие, были уничтожены все православные храмы. В 1946 году властями Мариуполя было зарегистрировано четыре общины Русской православной церкви, в том числе Николаевская церковь на Новосёловке, которая тогда располагалась в приспособленном под храм доме. В 1989 году началось возведение нового здания Никольского храма в традиционном русском стиле, которое было освящено в 1991 году. В 2007 году по проекту архитектора Станислава Столова в Центральном районе города началось строительство нового Покровского собора. Кроме того, до 2022 года в Мариуполе было несколько приходов Православной церкви Украины, а также общины иных конфессий. В 2007 году в городе была открыта мечеть в честь султана Сулеймана Великолепного и Роксоланы.
Другие храмы города:
- Николаевский Портовской (Приморский район) — долгое время на месте храма стоял крест. Как приход он появился в 1999 году. Новый храм построен в 2001 году. Освящение совершал предстоятель УПЦ — блаженнейший Владимир, митрополит Киевский и всея Украины. Каждый четверг (кроме периода Великого поста) в храме совершается водосвятный молебен с чтением акафиста святителю Николаю Чудотворцу. Престольный день — 22 мая.
- Святого архистратига Михаила (Левобережный район) — открыт в 1997 году. В храме находится копия чудотворной иконы Божьей Матери «Живоносный Источник». В честь этой иконы освящён нижний храм. Каждую пятницу и воскресение перед этой иконой совершается водосвятный молебен. На территории храма установлен памятник митрополиту Игнатию Мариупольскому. Престольные дни — 21 ноября и пятница Светлой седмицы (первая пятница после Пасхи).
- Свято-Троицкий храм (17 микрорайон, горбольница № 2) — храм открыт в 2006 году. На территории городской больницы № 2 ведётся строительство типового храма. В настоящее время строительство храма завершено, он действует с середины 2008 года. Престольный день — 50 день после Светлого Христова Воскресения (Пасхи).
- Преображенский (Приморский район, Черёмушки)
- Пророка Ильи (Кальмиусский район, пгт Старый Крым)
- Успенский (Левобережный район)
- Святого князя Владимира (Левобережный район, Восточный)
- Преподобного Амвросия Оптинского (Кальмиусский район, Волонтёровка)
- Священномученика Харлампия (Кальмиусский район, пос. Мирный)
- Великомученика Георгия (Кальмиусский район, пос. Сартана)
- Рождества Богородицы (Кальмиусский район, пос. Талаковка)
- Бориса и Глеба (Приморский район, посёлок Моряков)

## Символика

Герб Мариуполя

Герб города представляет собой исторически традиционный щит, в основе которого прямоугольник со сторонами в пропорциях золотого сечения.
Щит разделён на две равные части по горизонтали волнистой линией — графическим изображением моря. Верхнее поле — серебряного (серого) цвета, символизирующего сталь (основную продукцию промышленности города). Нижнее поле — синего цвета, символизирующего море (географию расположения города). Центральный изобразительный символ герба — «якорь» — символ приморского портового города, международной торговли, а также как изделие машиностроения. Кольцо якоря (золотой круг на сером фоне) символизирует ковш, из которого льётся металл, образуя контуры якоря. Цифровой символ «1778» обозначает год основания города.
Основной смысл изобразительных и цветовых решений герба города Мариуполя — южный город у моря, город металлургов, моряков, машиностроителей, город международной торговли (морские ворота Донбасса), город-труженик.
Композиционное, изобразительное и цветовое решение герба города построено по законам науки о геральдике с учётом преемственности композиционных принципов первого (1811 г.) герба Мариуполя. Таким образом, соблюдены каноны видоизменения гербов с течением времени, отражена историческая преемственность основного символа городского суверенитета.

## Облик города
Сегодня Мариуполь является центром металлургии и машиностроения Украины, важнейшим для экономики регионом, одним из основных доноров, источником валютных поступлений в бюджет страны (более 10 % от общего уровня), крупнейшим морским торговым портом. Мариуполь входит в десятку крупнейших городов страны, делит девятое/десятое места (с городом Николаев) по численности населения на Украине. Вместе с тем сохраняется его значение и как курортного города.
После провозглашения независимости Украины значительно возросло влияние Мариуполя как одного из спортивных центров страны. Мариуполь — центр греческой культуры на Украине.

### Архитектура
Старый Мариуполь (район, ограниченный с юга побережьем Азовского моря, с востока — рекой Кальмиус, с севера — бульваром Шевченко, с запада — проспектом Металлургов) застроен главным образом малоэтажными домами и сохранил свою дореволюционную архитектуру. Только улица Куинджи и проспект Мира после Великой Отечественной войны застроены зданиями так называемой «сталинской» архитектуры: 2 дома со шпилем, здание Драмтеатра, ДОСААФа, «Детского мира» (современное здание банка ПУМБ), универмаг «Украина» (бывший ЦУМ) и другие. Архитектурную ценность имеют также дома на площади Победы в Левобережном районе (так называемый 3-й участок).
Мариупольская мечеть
Центральный район Мариуполя (от проспекта Металлургов до проспекта Строителей) — это почти сплошная административная и коммерческая застройка вперемешку с жилым фондом: здание горсовета, почтамта, кинотеатр «Лукоморье» (бывший имени Лукова), Мариупольский государственный университет, Приазовский государственный технический университет — ПГТУ, центральная городская библиотека имени Короленко, стоматологическая поликлиника, крупные магазины («Тысяча мелочей» и т. д.). На звание «памятники архитектуры» могут претендовать лишь некоторые одно- и двухэтажные здания в старой части города (улицы Торговая, Итальянская, Греческая, Харлампиевская и др.).
Мариупольский морской торговый порт
Архитектура остальных жилых районов (Западный, Восточный, Кировский, Черёмушки, 5-й, 17-й, 23-й микрорайоны и других) не отличаются особой оригинальностью и представлены типовыми 5-, 9-, 12-, 14-этажными домами.
Жилой фонд города — это 9,82 млн м² общей площади. Обеспеченность населения жильём — 19,3 м² в среднем на 1 жителя. Удельный вес приватизированного жилья (на 2003 год) — 76,3 %.

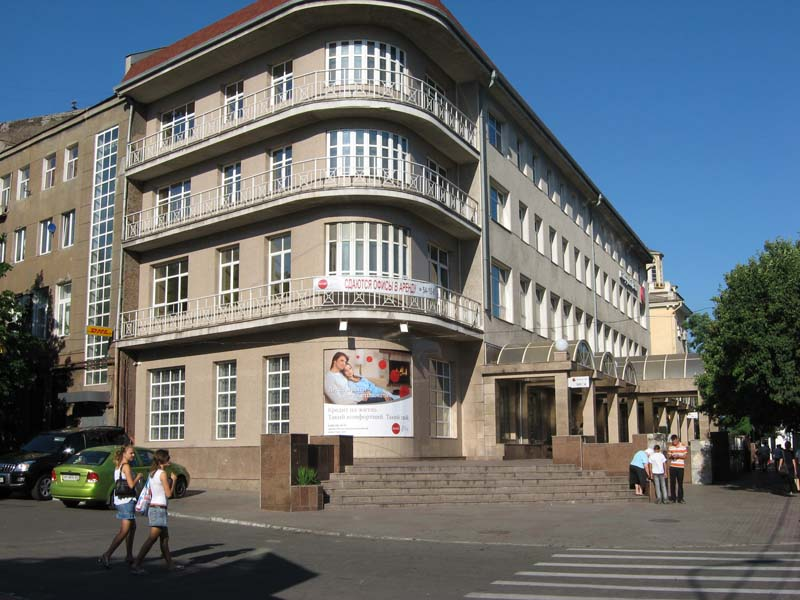
Здание банка ПУМБ (бывший «Детский Мир»)
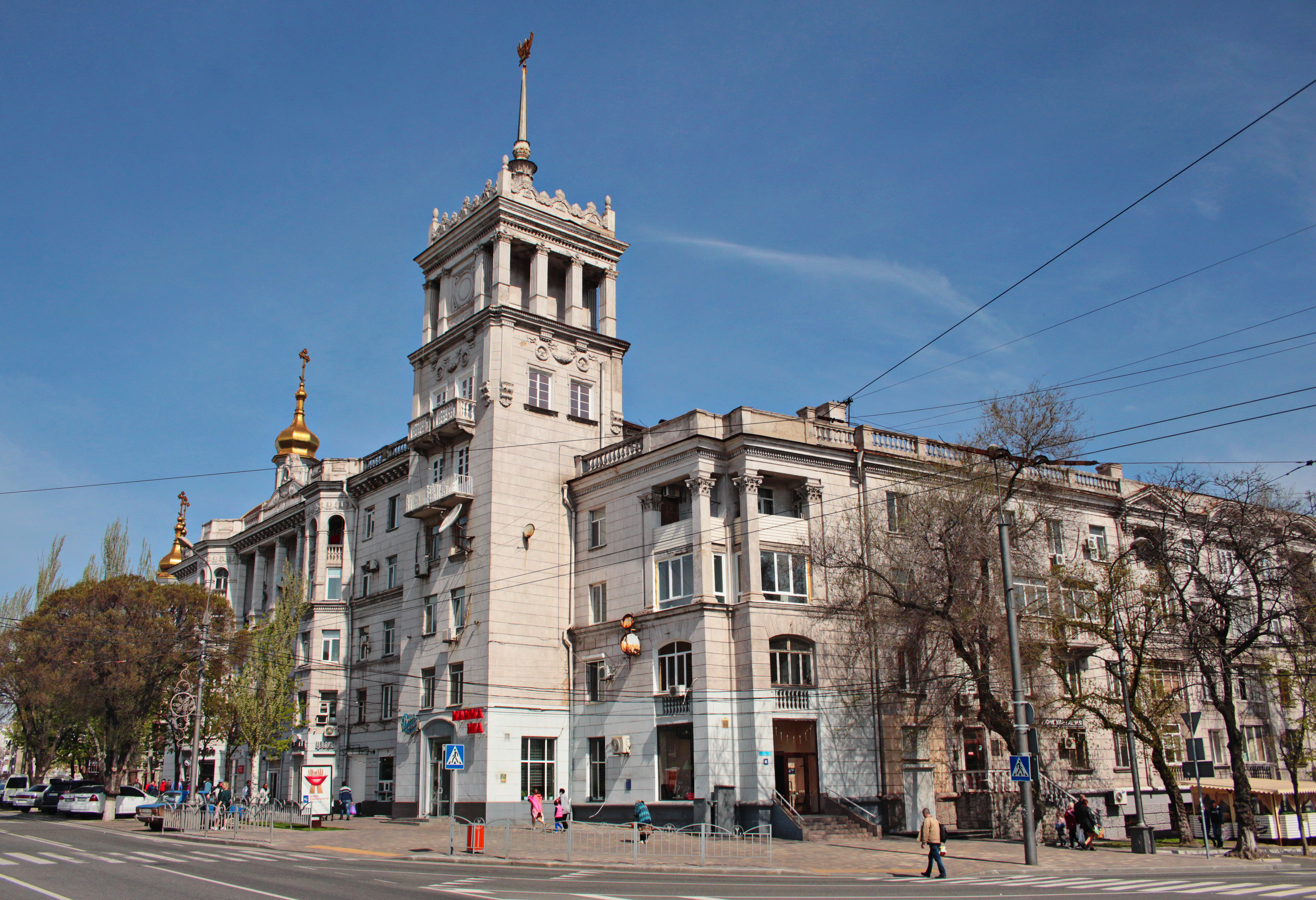
Дом со шпилем (западный)
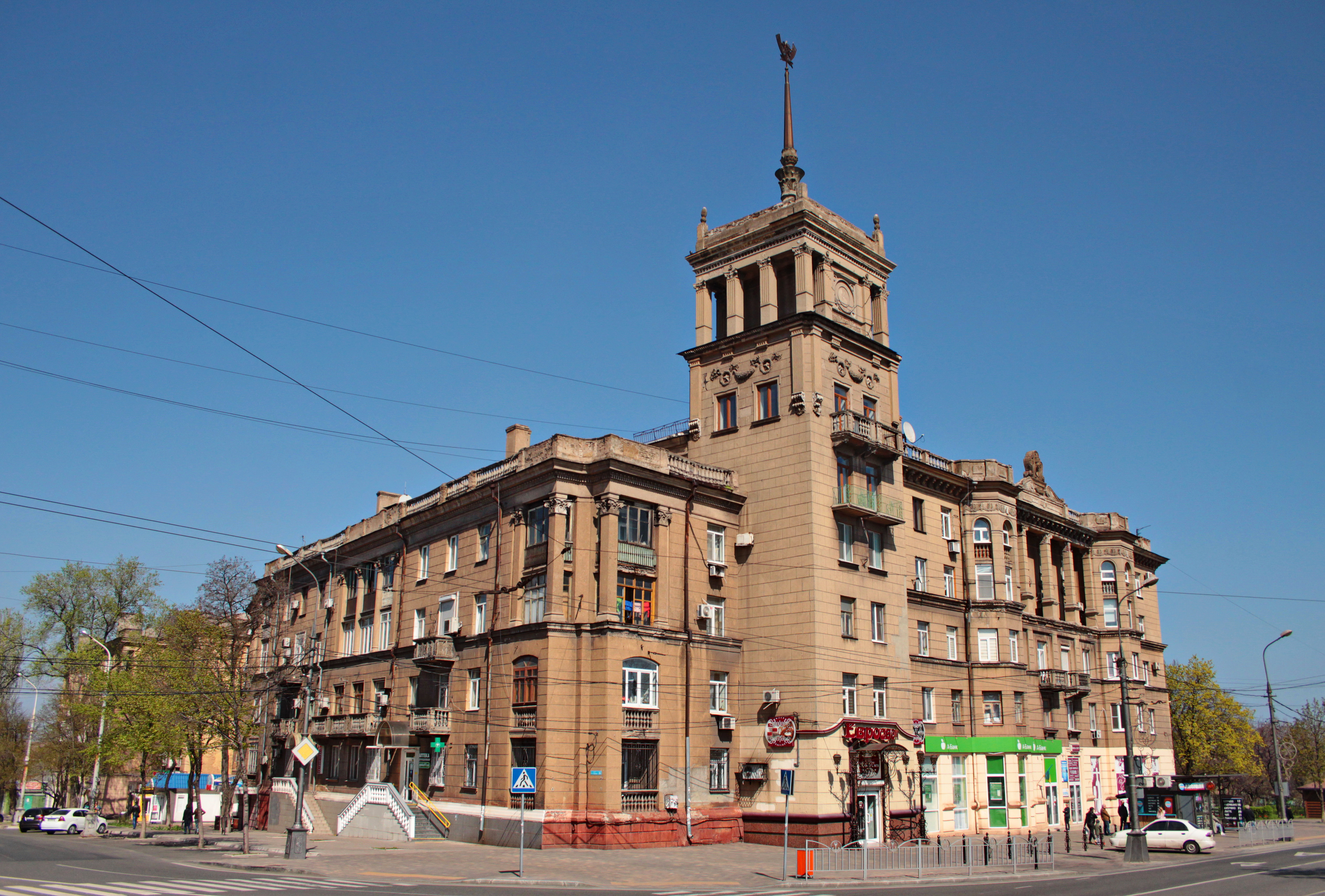
Дом со шпилем (восточный)
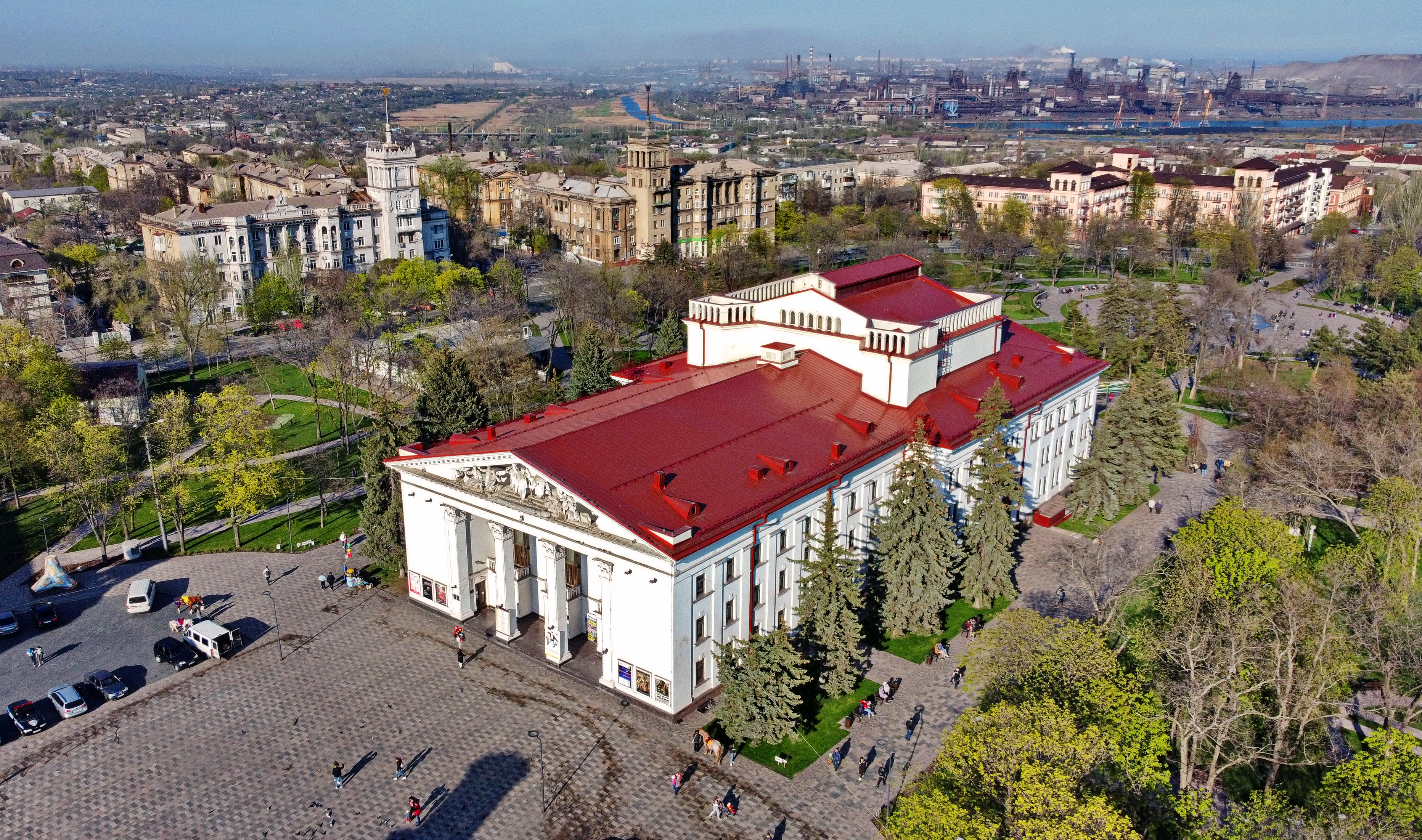
Драмтеатр (до разрушения)
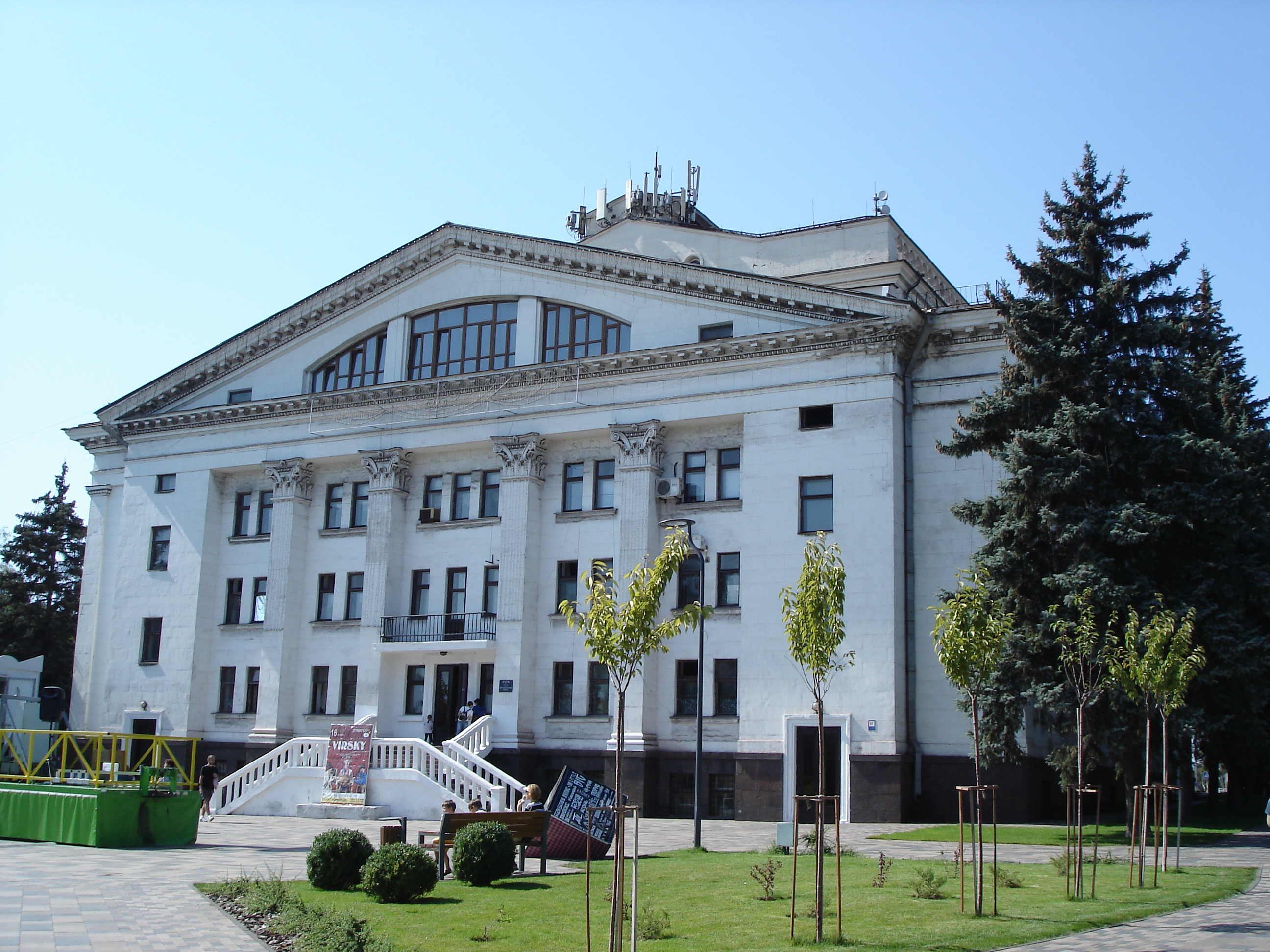
Тыльный фасад Драмтеатра
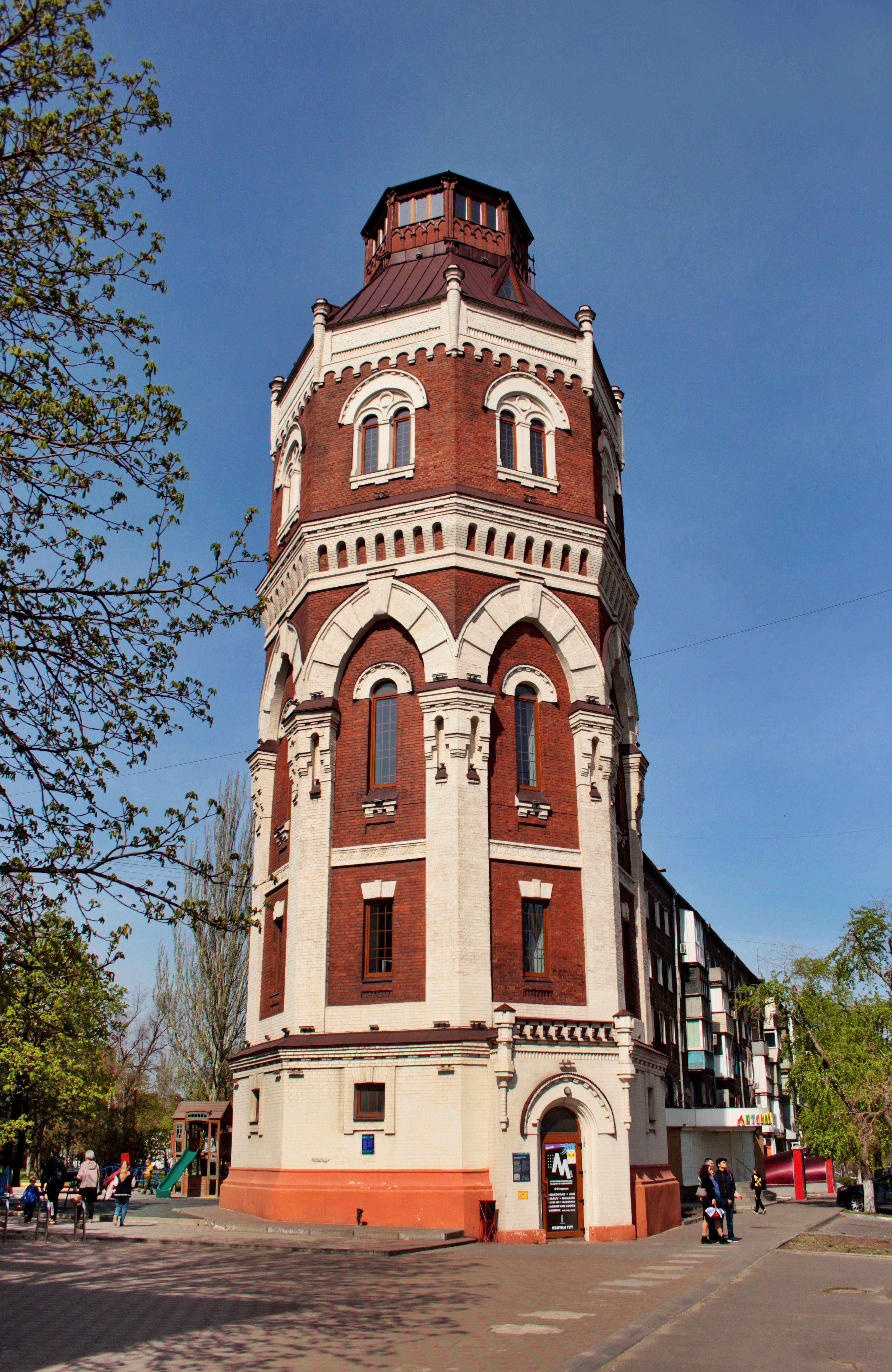
Старая водонапорная башня
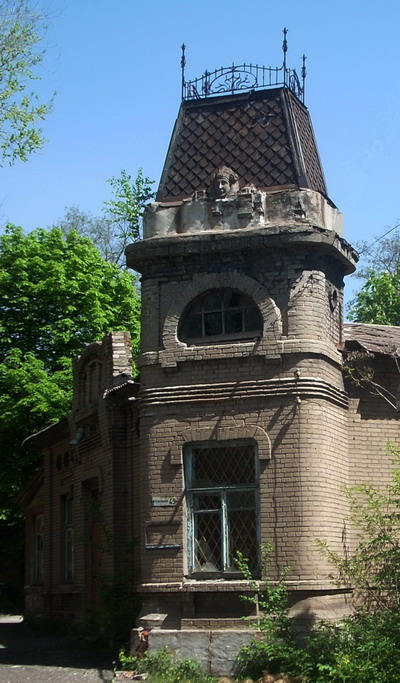
Бывший дом архитектора Нильсена
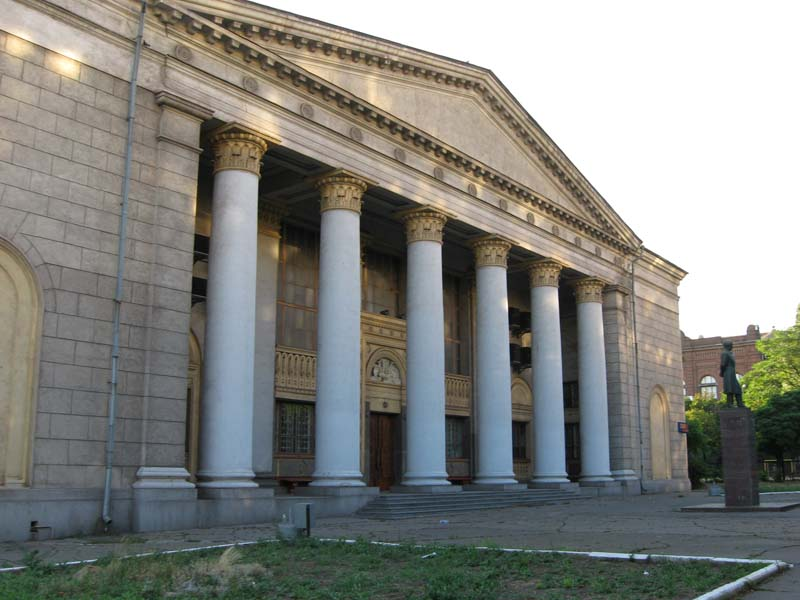
Дворец культуры
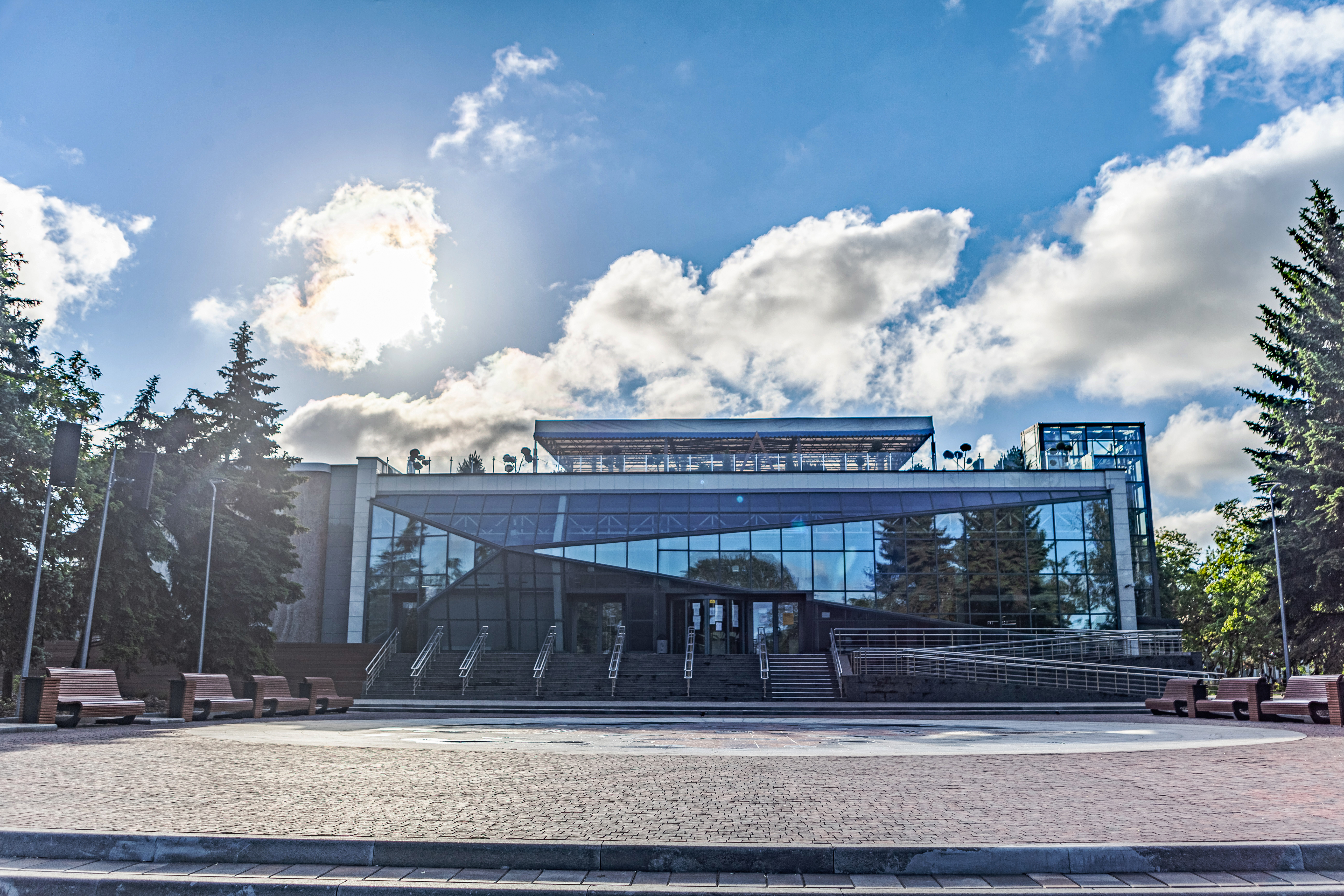
Социальный офис «Мультицентр»
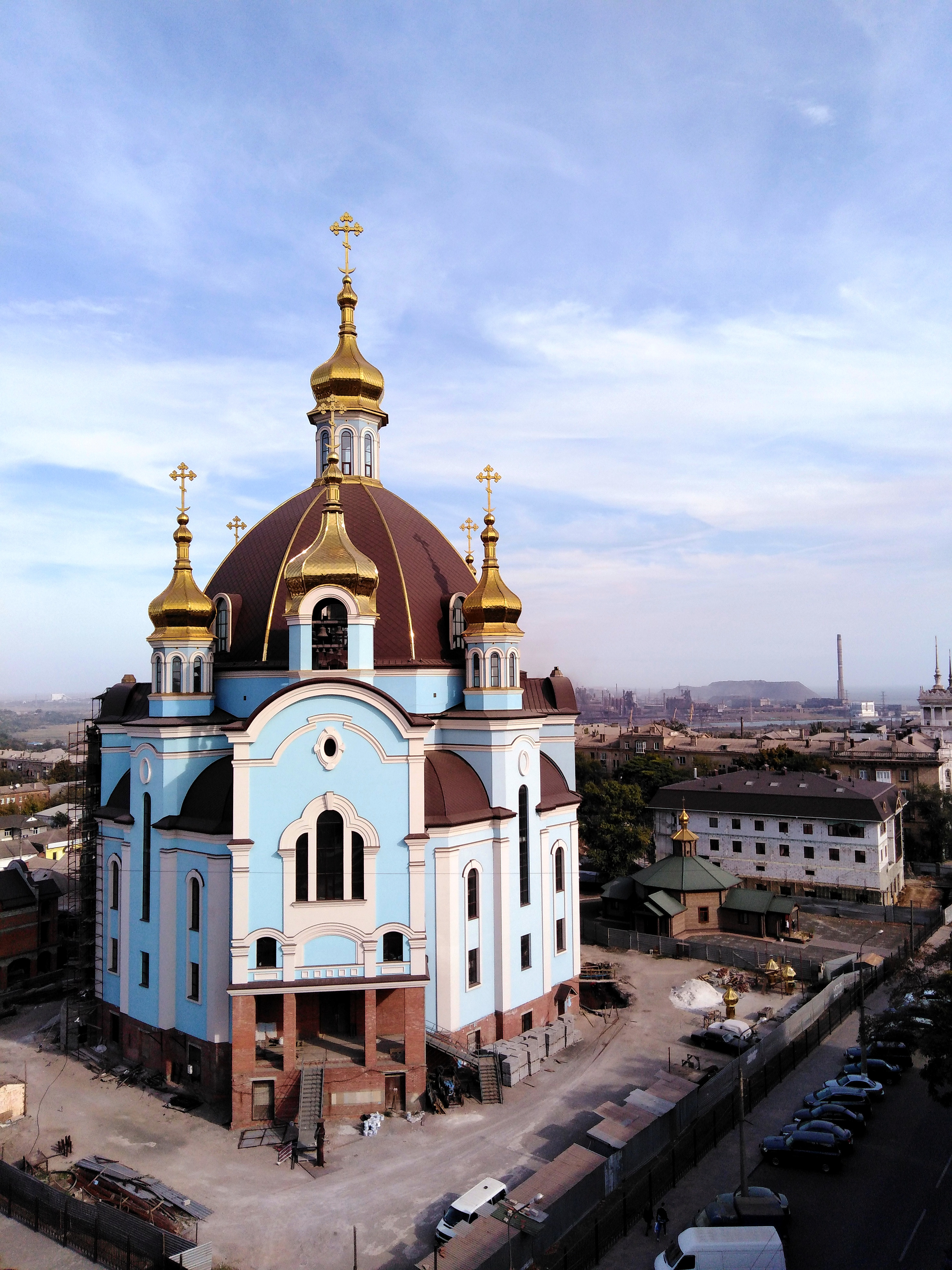
Собор Покрова Пресвятой Богоматери
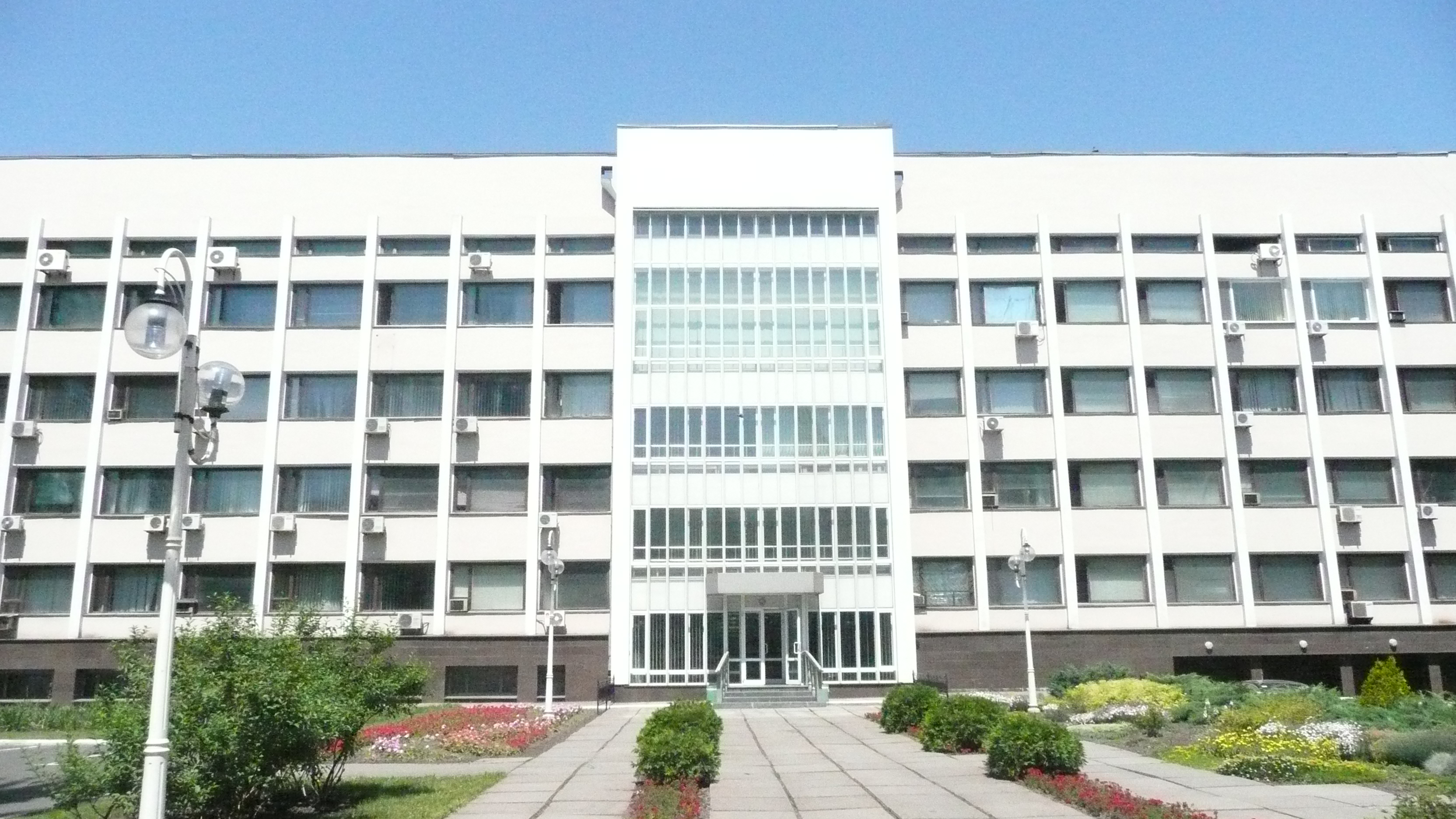
Мариупольский городской совет
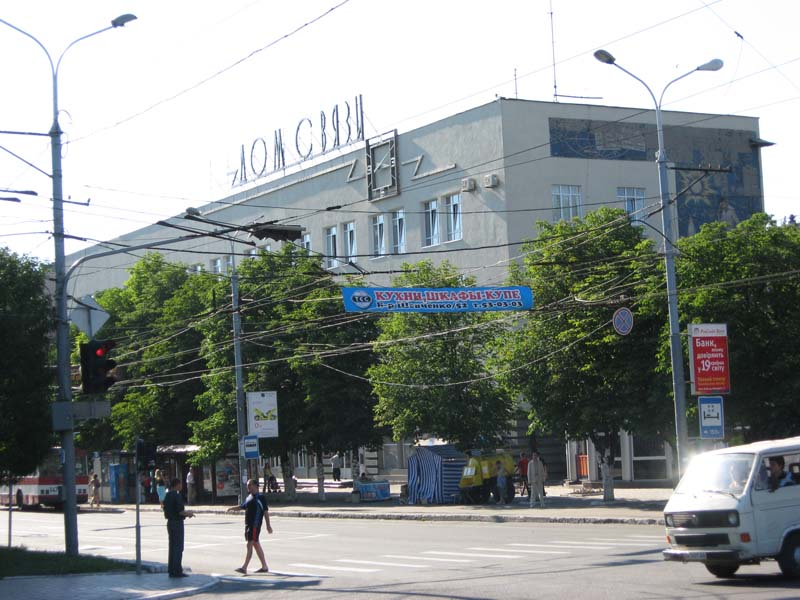
Дом связи (главпочтамт)
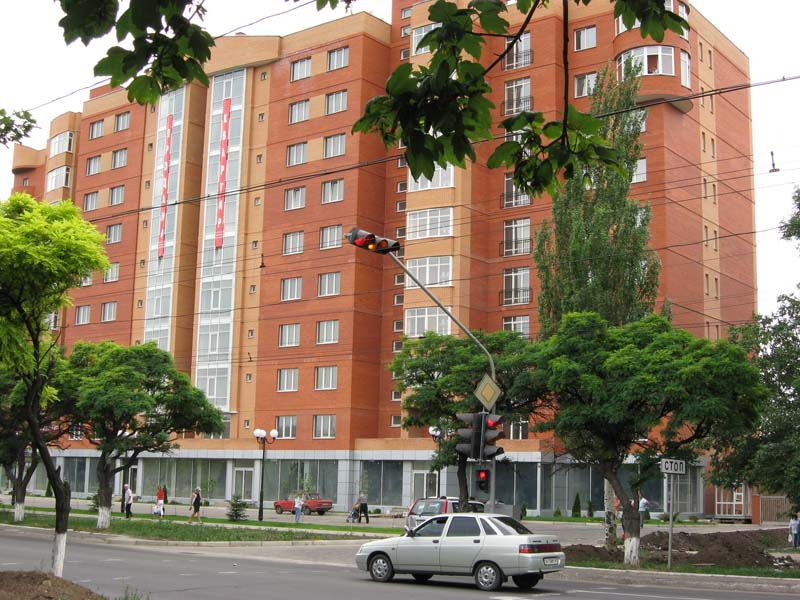
Новый жилой дом на просп. Строителей
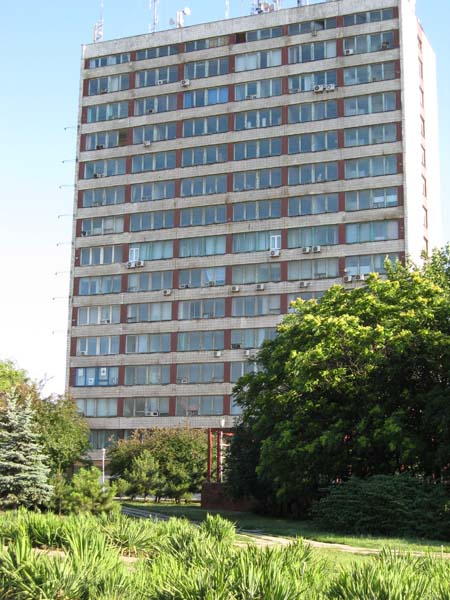
Институт Азовгипромез

### Важнейшие улицы

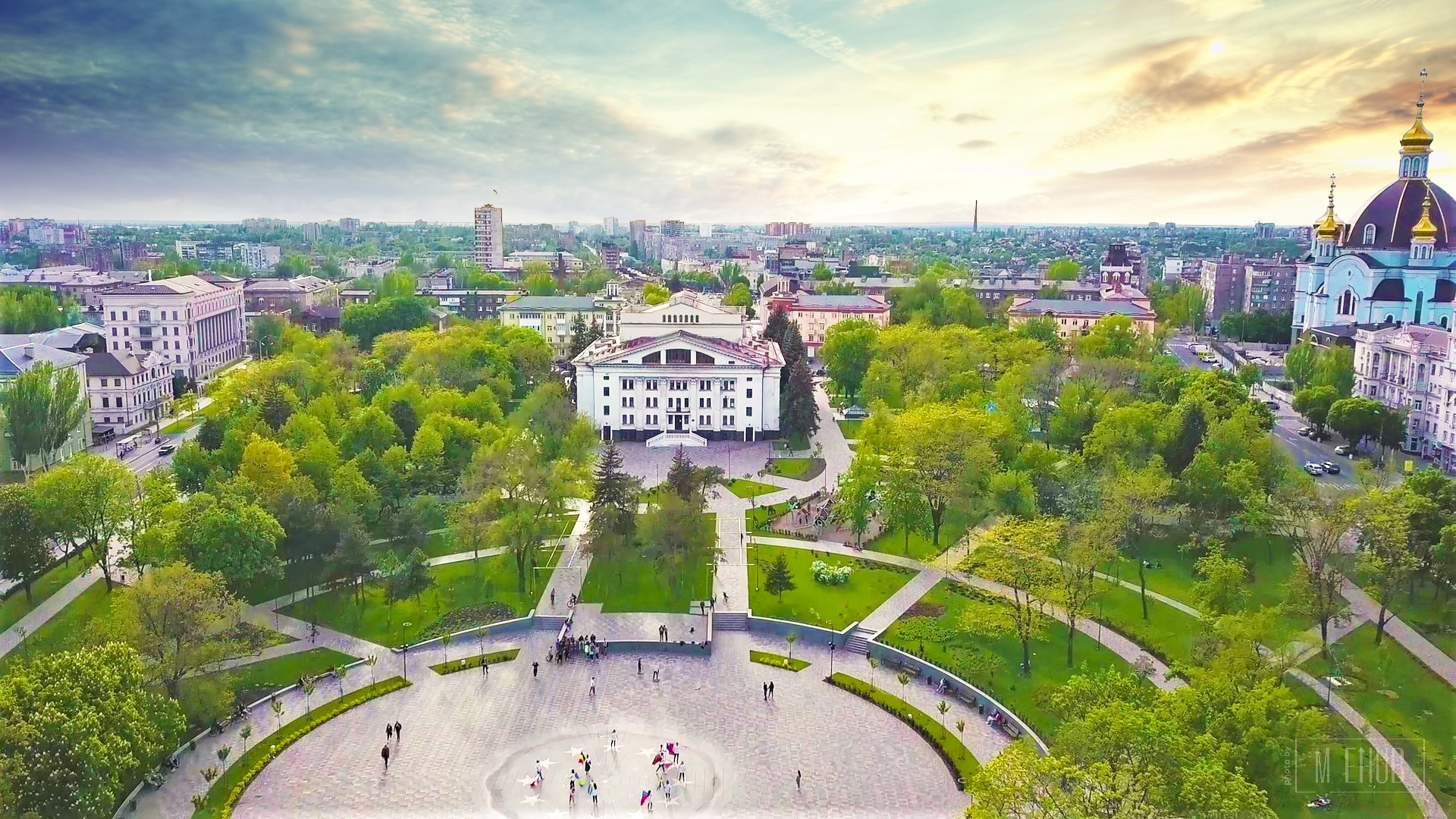
Театральный сквер

- Проспекты: Мира (центральный проспект), Металлургов (соединяет 3 правобережных района города), Победы, Свободы, Единства (в Левобережном районе), Строителей, Нахимова (2 последних соединяют Центральный и Приморский районы), Никопольский, Карпова (в Кальмиусском районе), Адмирала Лунина (в Приморском районе).
- Улицы: Куинджи, Итальянская, Торговая, Митрополитская, Куприна, Пилипа Орлика (Центральный район), Карпинского, Макара Мазая, Мамина-Сибиряка (в Кальмиусском районе), Олимпийская, Азовстальская (в Левобережном районе), Гагарина, Флотская (в Приморском) и другие.
- Бульвары: Шевченко, Богдана Хмельницкого (в Центральном районе), Морской и Меотиды (в Левобережном районе), Приморский (в Приморском районе) и другие.
- Площади: Административная, Освобождения, Театральная, Кирова (в Центральном районе), Независимости, Машиностроителей (в Кальмиусском районе), Победы (в Левобережном районе), Воинов-освободителей (в Приморском районе) и другие.

В декабре 1991 года решением городского совета Мариуполя были переименованы (возвращены дореволюционные названия) следующие улицы в старой части города:
- ул. 1 Мая — Георгиевская улица,
- ул. III Интернационала — Торговая улица,
- Донбасская улица — Николаевская улица,
- ул. Ивана Франко — Фонтанная улица,
- ул. Карла Либкнехта (часть — к востоку от проспекта Металлургов) — Митрополитская улица,
- ул. Карла Маркса — Греческая улица,
- Комсомольская улица — Евпаторийская улица,
- Красноармейская улица — Готфейская улица,
- ул. Куинджи — Карасевская улица,
- Пролетарская улица — Каффайская улица,
- ул. Розы Люксембург — Земская улица,
- Советская улица — Харлампиевская улица.

В 1990—2000-х годах также были переименованы следующие улицы и площади:
- ул. Апатова (часть — к востоку от проспекта Металлургов) — Итальянская улица,
- ул. Карла Либкнехта (часть — к востоку от проспекта Металлургов) — Митрополитская улица,
- ул. Серго — ул. Якова Гугеля (в Орджоникидзевском районе) — в честь руководителя стройки и первого директора «Азовстали»,
- пер. Республики — Университетская улица (в центре города),
- пл. Конституции — пл. Машиностроителей (у парка Петровского),
- пл. у плавбассейна «Нептун» — пл. Независимости.

### Парки
Городской сквер («Театральная площадь»), Экстрим-парк (парк аттракционов), Лугопарк имени Н. А. Гурова (бывший Лугопарк имени 200-летия Мариуполя), парк имени Петровского, Городской сад (Горсад, «Детский ЦПКиО»), парк «Веселка» (рус. «Радуга»), парк имени Лепорского, Приморский парк с аллеей и смотровой площадкой (ранее — ЦПКиО им. 50-летия Октября).

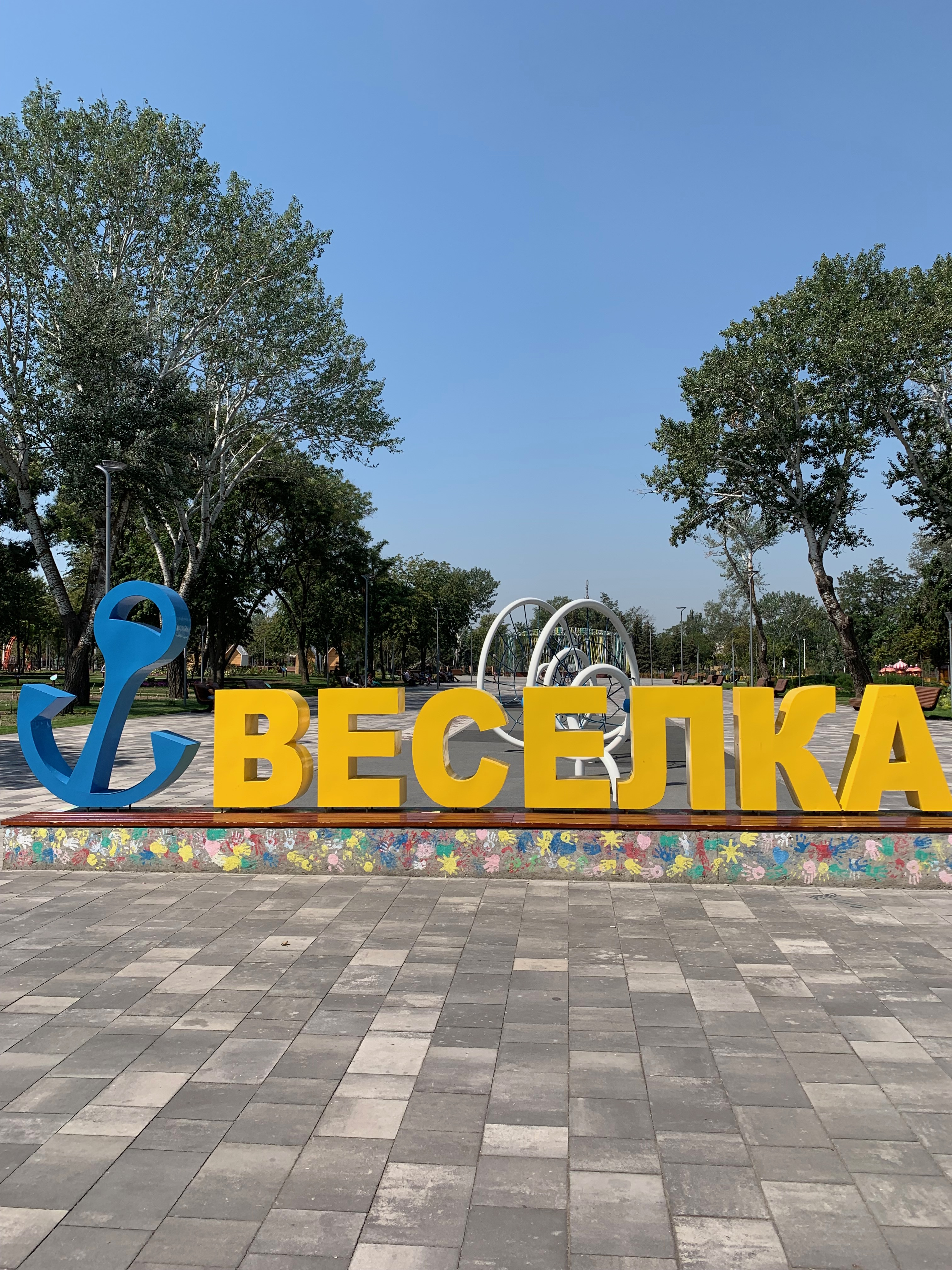
Парк «Веселка»
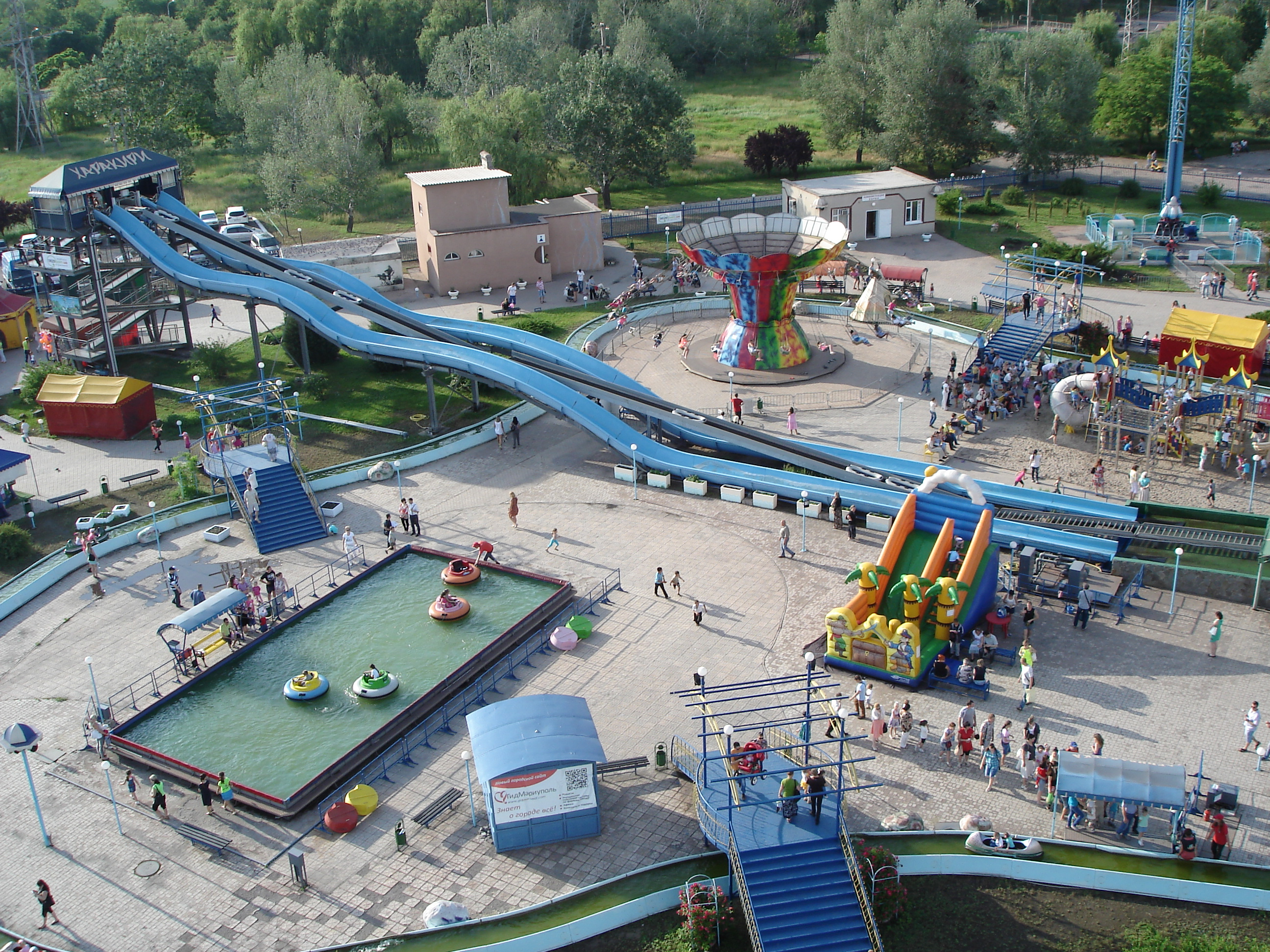
Экстрим-парк
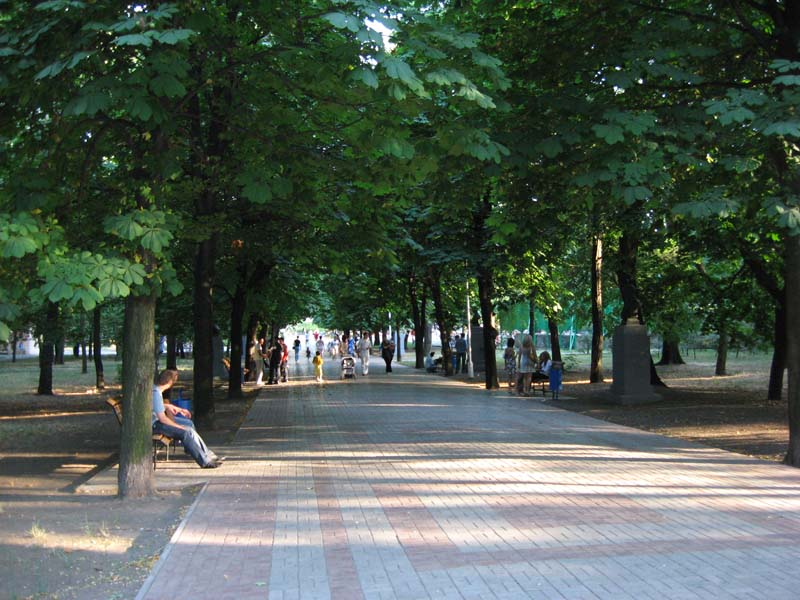
Городской сад
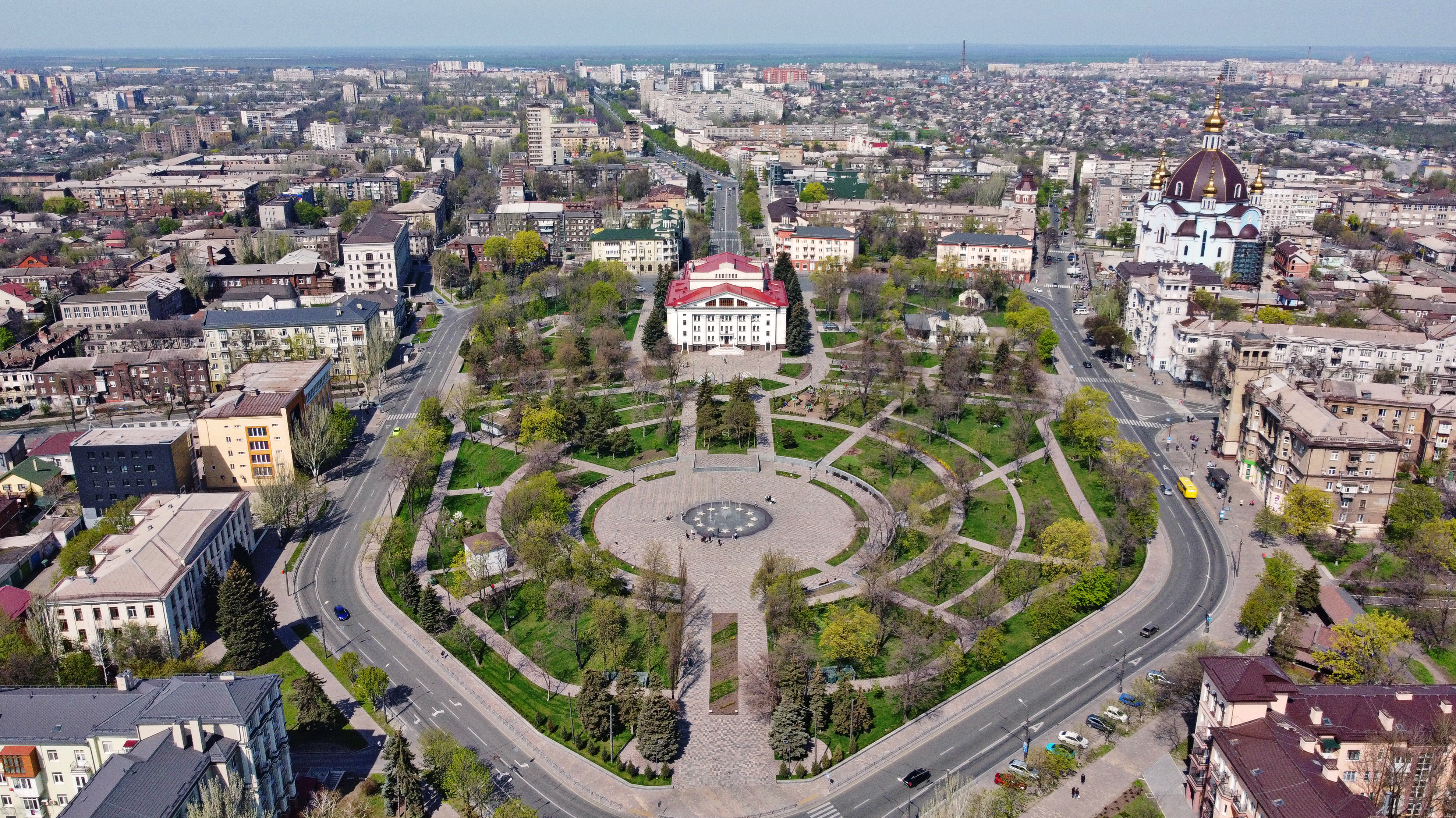
Городской сквер
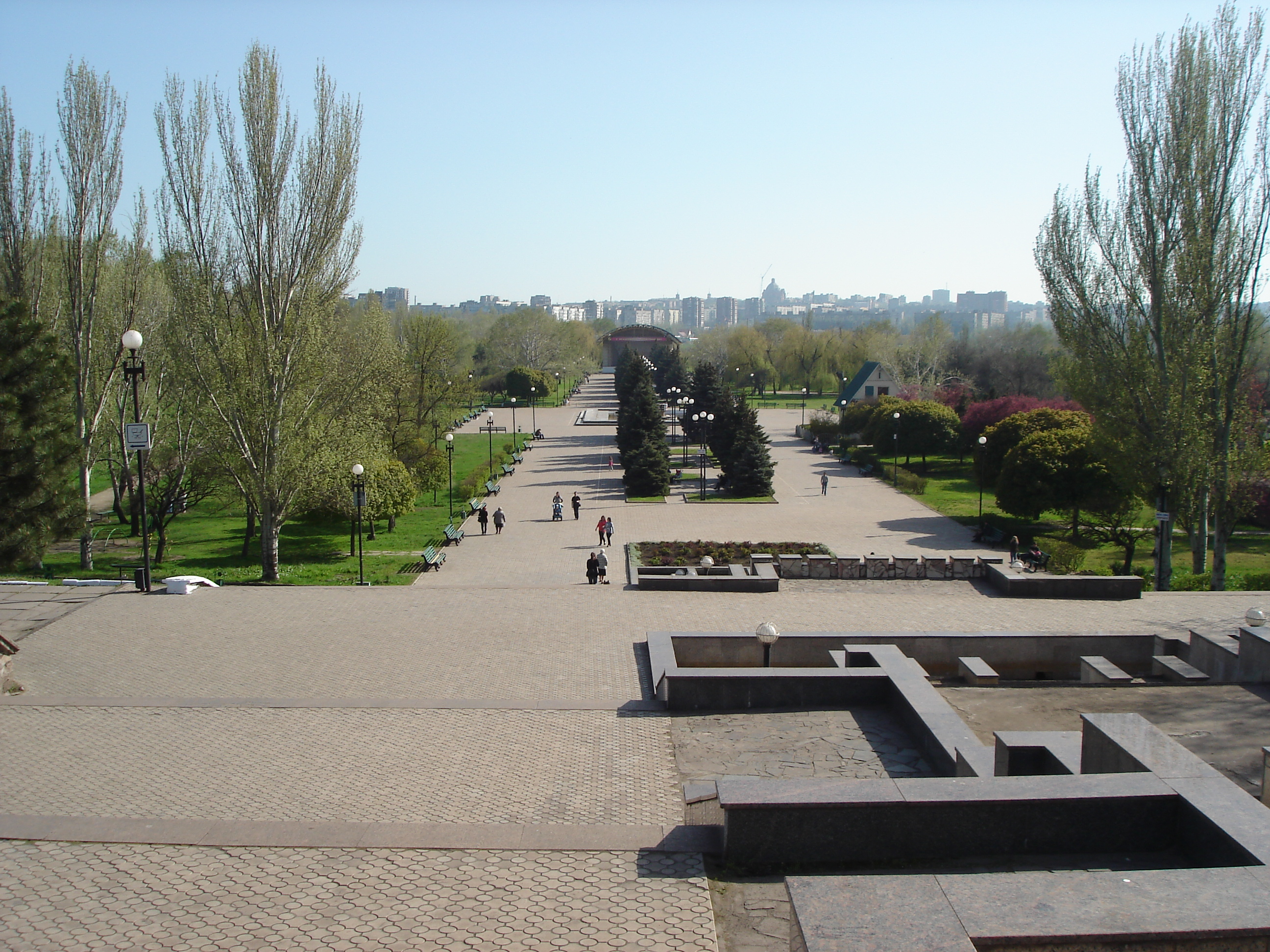
Парк имени Н.А. Гурова
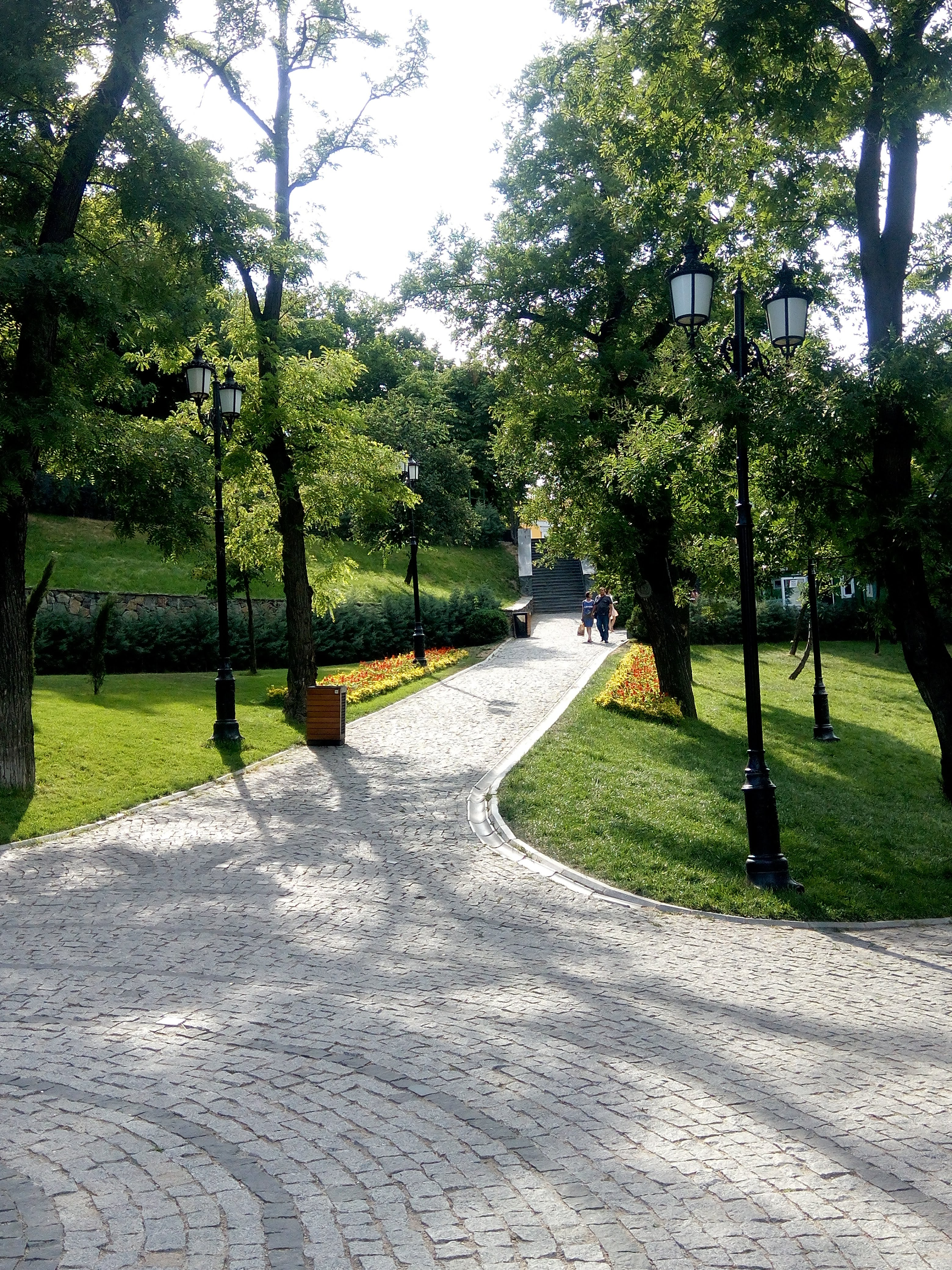
Парк отдыха (Левобережный район)
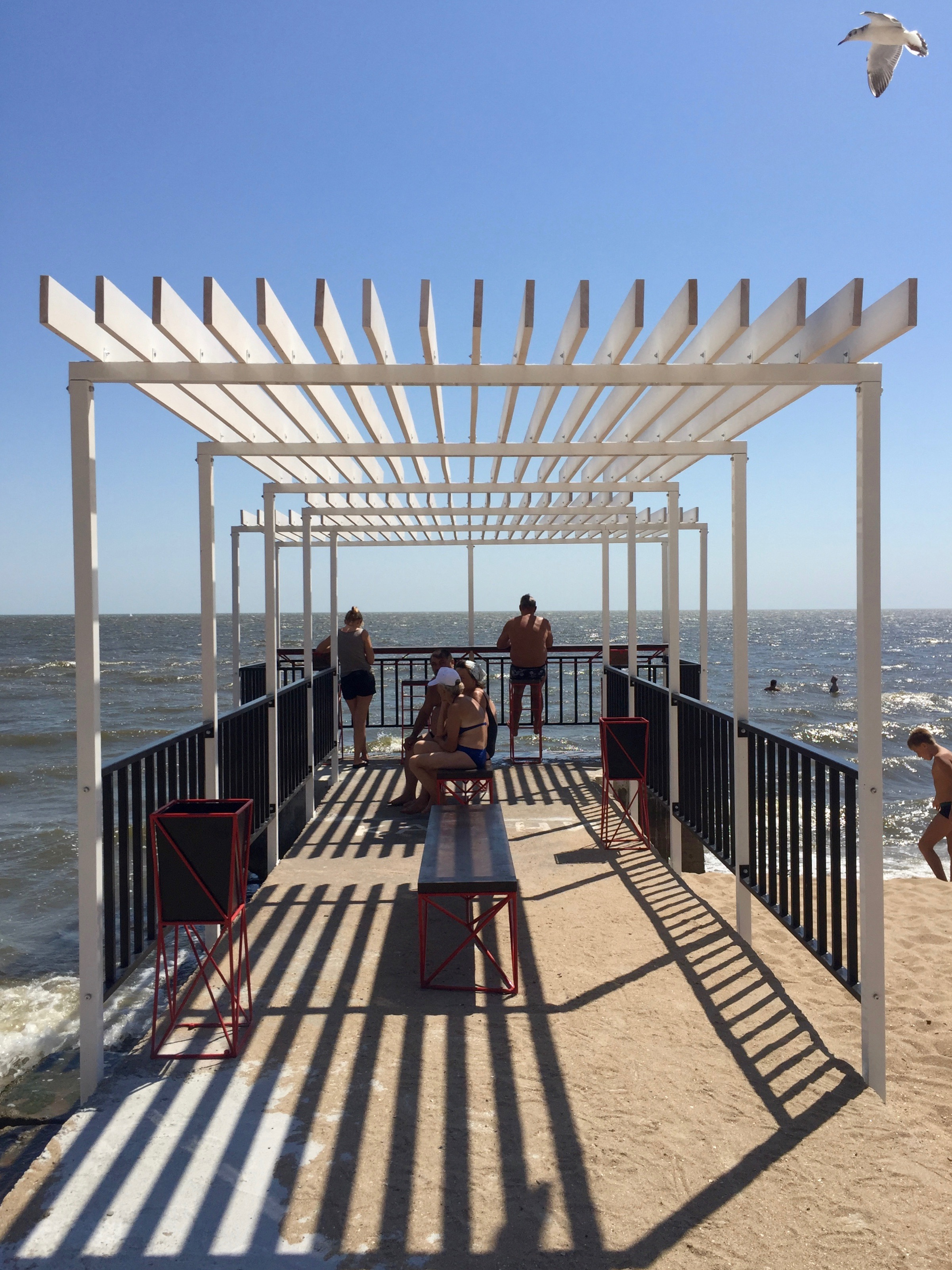
Пирс на пляже у Приморского бульвара

### Памятники
В городе установлены памятники А. И. Куинджи, Т. Г. Шевченко, А. С. Пушкину, В. С. Высоцкому и другим выдающимся людям. Монументы в честь освобождения Донбасса, памятник воинам-интернационалистам, композиция «Металлург», памятник князю Святославу Храброму и многие другие.

### Городские праздники

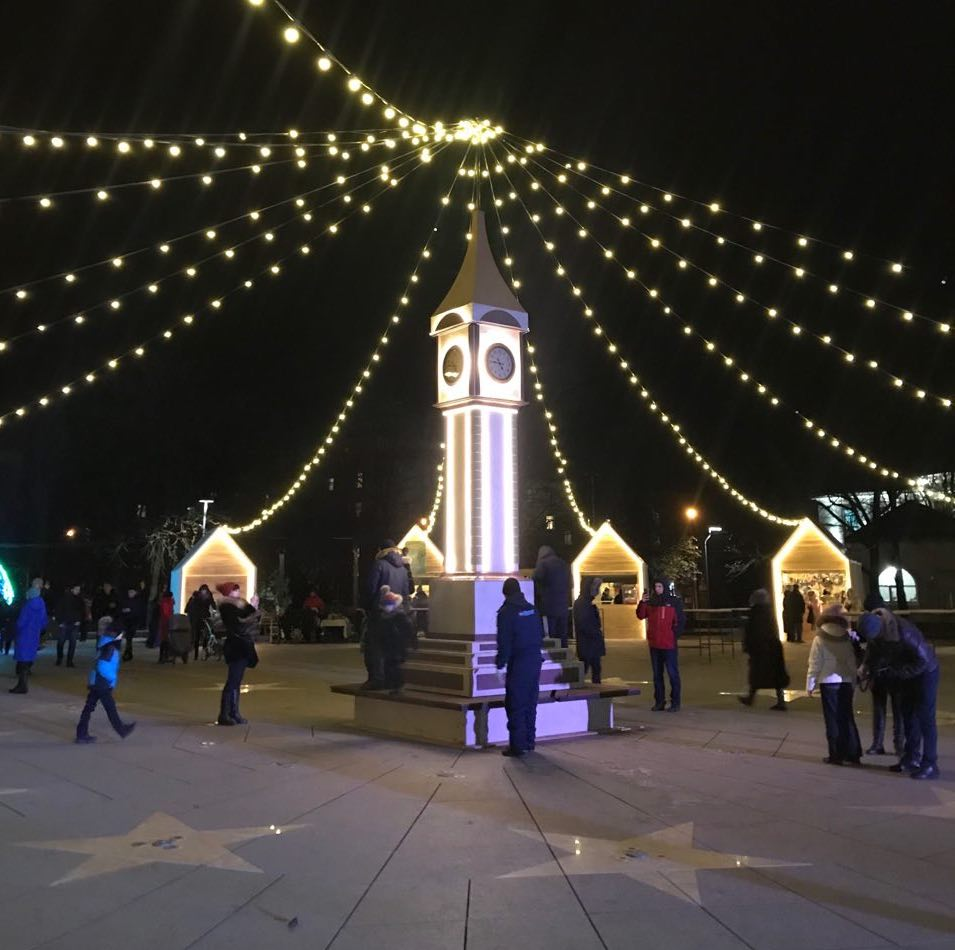
Рождественская ярмарка в Центральном сквере

Кроме общегосударственных праздников, в Мариуполе отмечают:
- День города (следующее после дня освобождения Мариуполя воскресенье сентября)
- День освобождения города от незаконных вооружённых формирований (13 июня)[88]
- День металлурга — профессиональный праздник для многих жителей города (третье воскресенье июля)
- День машиностроителя
- День освобождения города от немецко-фашистских захватчиков (10 сентября)
- День моряка и другие профессиональные праздники

## Органы власти
В городе сформирован городской совет, который возглавляет городской голова; с 2015 года городским головой является Вадим Бойченко. В городе традиционно высокая поддержка левых и пророссийских политических сил. На парламентских выборах 2007 года Партия регионов получила 42,6 % голосов избирателей Мариуполя, Социалистическая партия Украины 42,4 %, Компартия Украины 4,1 % избирателей. Несмотря на огромную поддержку Соцпартии в Мариуполе (в одном из двух избирательных округов она даже получила более половины голосов), СПУ не прошла в парламент.
В городе расположен Донецкий пограничный отряд.
Главой российской оккупационной администрации города с 22 января 2023 года является Олег Моргун.

## Экономика

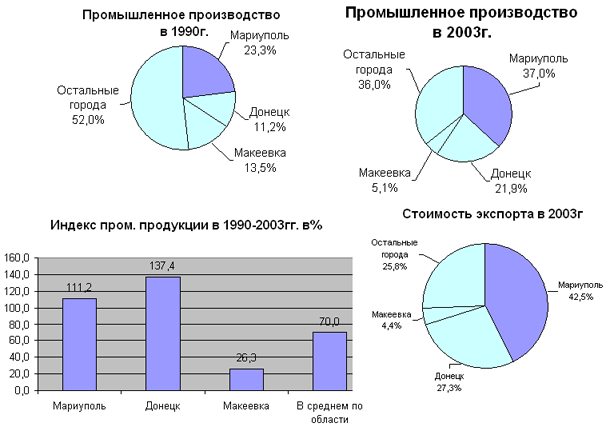
Экономика. Место города в области

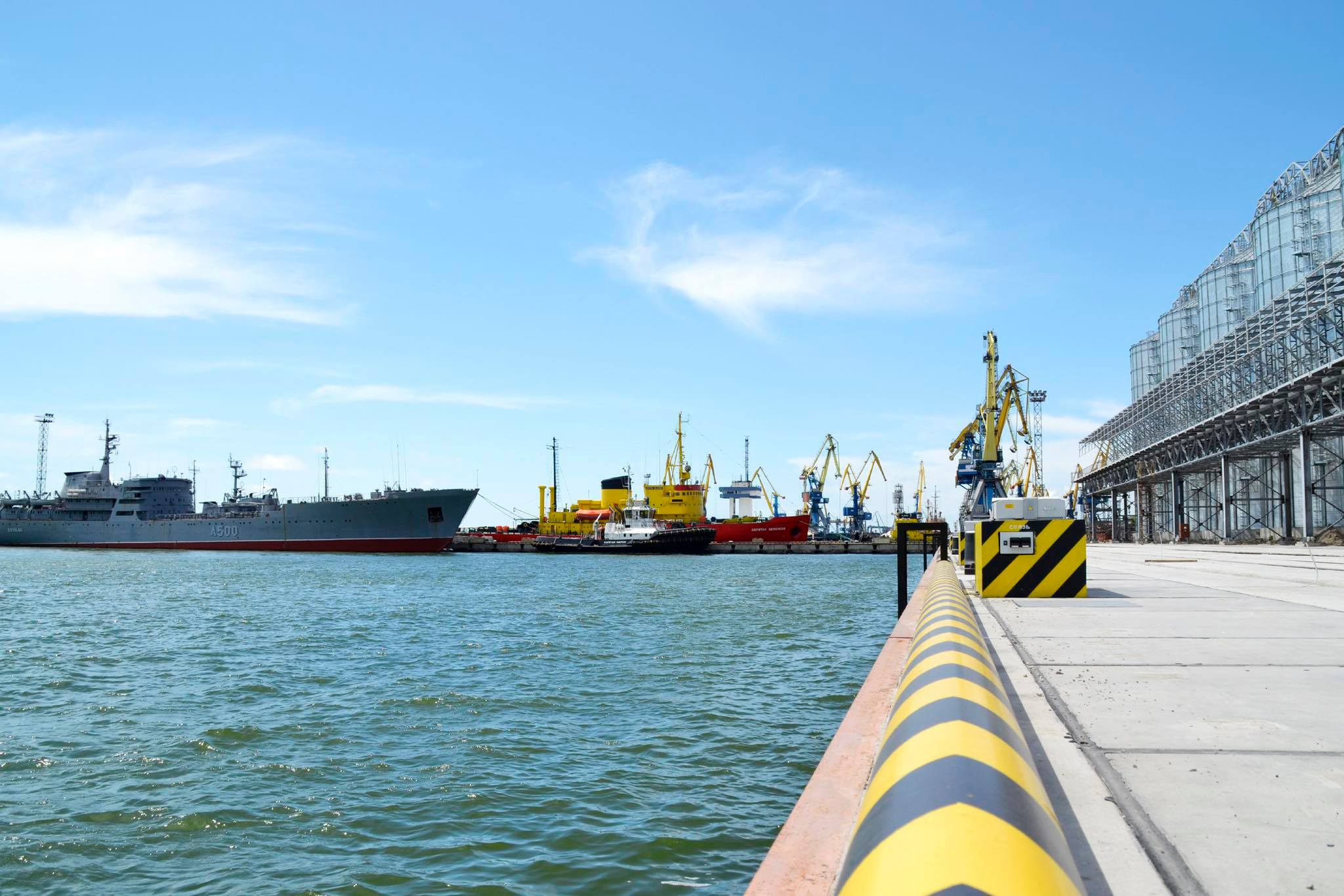
Морской торговый порт

### Промышленность
В Мариуполе действуют пять промышленных предприятий различных форм собственности. Промышленность города многоотраслевая с преобладанием тяжёлой индустрии. По данным рейтингового отчёта агентства «Эксперт-Рейтинг», крупнейшими промышленными предприятиями Мариуполя являются: Мариупольский металлургический комбинат имени Ильича, «Азовсталь», концерн «Азовмаш», Мариупольский морской торговый порт, «Азовэлектросталь», «Термический завод», Азовский судоремонтный завод, завод «Электробытприбор», Мариупольский опытно-экспериментальный завод (бывший завод «Сельмаш»), завод «Октябрь», предприятие «Марвей» (окна и пластик), завод «Магма». Среди предприятий лёгкой промышленности можно выделить швейную фабрику «Фея», кондитерскую фабрику, а также предприятия пищевой отрасли ММК.
Общий объём реализованной промышленной продукции в отпускных ценах предприятий за 2014 год составил по Мариуполю 50,5 млрд гривен или 30,8 % от общеобластного объёма реализованной продукции. В структуре промышленности около 82,5 % — металлургия, 8,4 % — добывающая промышленность, 2,8 % — пищевая, 2,7 % — машиностроение, 1,0 % — производство газа, электроэнергии, 0,4 % — химическая промышленность. К 2014 году практически приостановил деятельность Концерн «Азовмаш».

### Транспорт
Мариуполь является точкой пересечения трасс национального и международного значения. Славянск — Донецк — Мариуполь (P19, Н20) и Ростов-на-Дону — Одесса (E58, М14).
Из Мариуполя осуществляется прямое железнодорожное сообщение с рядом городов Украины, России, Беларуси. В городе функционирует международный автовокзал и пригородная автостанция АС-2. Мариупольский морской торговый порт (крупнейший на Азовском море и один из крупнейших на Украине, грузооборот около 15 млн т в год) круглогодично осуществляет грузоперевозки в десятки стран мира.

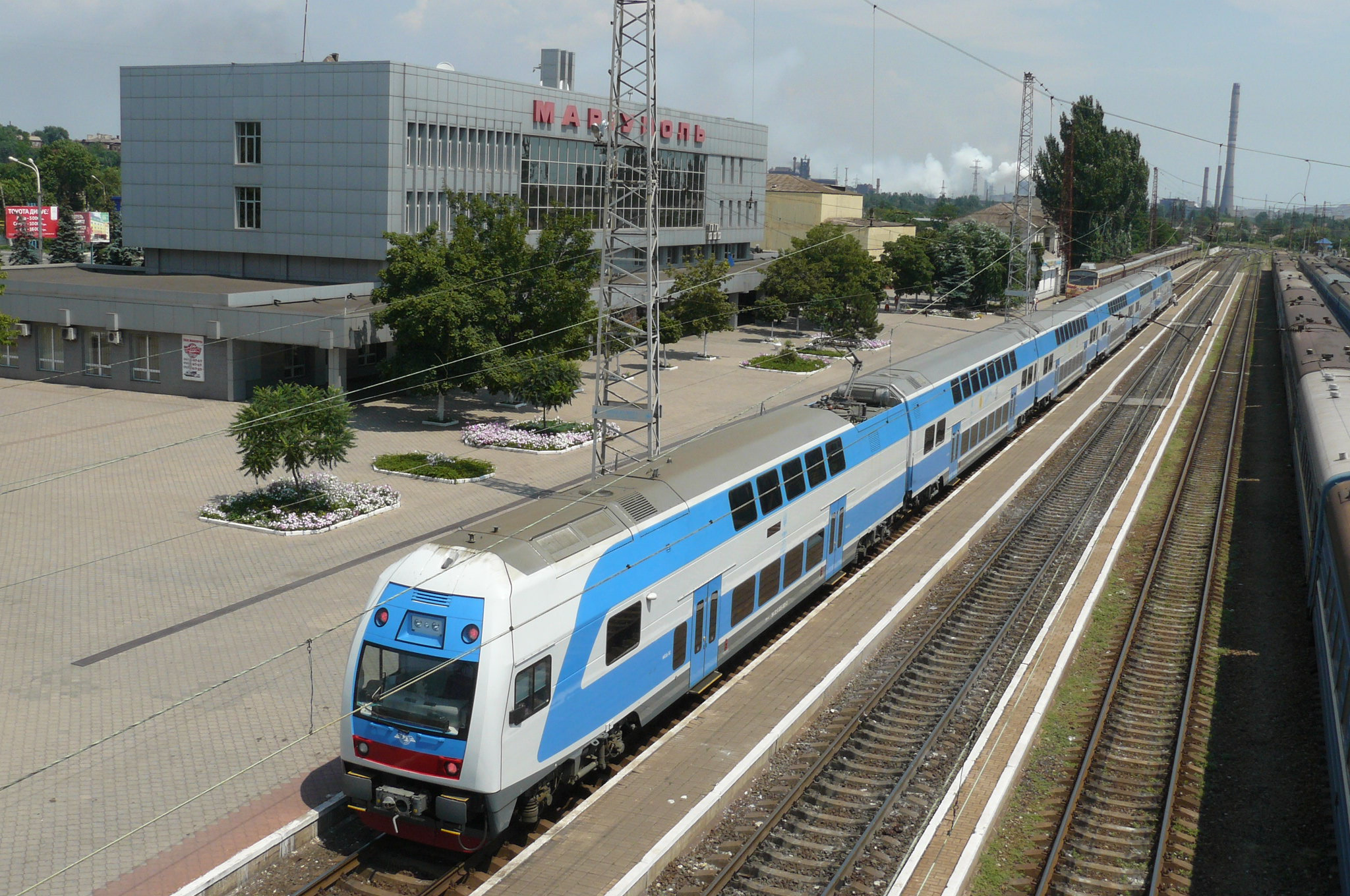
Железнодорожная станция

До начала вооружённого конфликта на востоке Украины существовала чёткая тенденция уничтожения транспортного сообщения Мариуполя с городами Украины и зарубежья, аналогичная ситуация наблюдалась и с городским коммунальным транспортом. Так, в Мариуполе было практически полностью уничтожено внутригородское автобусное сообщение, на смену вместительным городским автобусам пришли многочисленные маршрутные такси, принадлежащие десяткам мелких транспортных фирм и частных предпринимателей. Троллейбусный парк сокращался почти наполовину и был изношен на 70-80 %. Новые машины практически не приобретались. Из 15 троллейбусных маршрутов оставались 10-12, с интервалом движения на некоторых 1 час и более. Трамвайный парк был практически полностью изношен, полностью закрыт один из трамвайных парков. Перед началом вооружённого конфликта на востоке Украины наблюдалась устойчивая тенденция переориентирования мариупольского пассажиропотока на соседний Донецк. Не функционирует пассажирский морвокзал. В преддверии Евро-2012 наблюдалось планомерное уничтожение железнодорожного сообщения Мариуполя с городами Украины и России. Были отменены поезда, формировавшиеся на ст. Мариуполь на Львов, Брянск, Воронеж, Липецк.
После освобождения Мариуполя от пророссийских сепаратистов, через некоторый промежуток времени поезда вновь стали курсировать по ранее отменённым маршрутам. С 2016 года ситуация с общественным транспорта стала улучшаться: на регулярной основе возобновилась закупка новых подвижных составов, вследствие этого интервалы на маршрутах уменьшились, а также были запущены новые маршруты общественного транспорта.
- Мариупольский троллейбус
- Мариупольский трамвай
- Мариупольский автобус
- Железнодорожная станция Мариуполь
- Международный аэропорт Мариуполь
- Морской порт Мариуполь

### Связь
В советское время в городе работало 10 АТС, в последнее время добавилось 8 цифровых АТС.
В 2000-х годах произведена замена следующих мариупольских АТС:
- 35-XX-ХХ заменён на 50(51)-XX-ХХ (с изменением последних цифр),
- 39-XX-ХХ заменён на 43-XX-ХХ (без изменения последних цифр),
- 22-XX-ХХ заменён на 58-XX-ХХ (без изменения последних цифр),
- 23-XX-ХХ заменён на 57-YY-YY, 58-YY-YY (c изменением последних цифр).

См. также:
- Почтовые индексы города Мариуполя.

## Культура

### Культурно-просветительские организации
- Театры

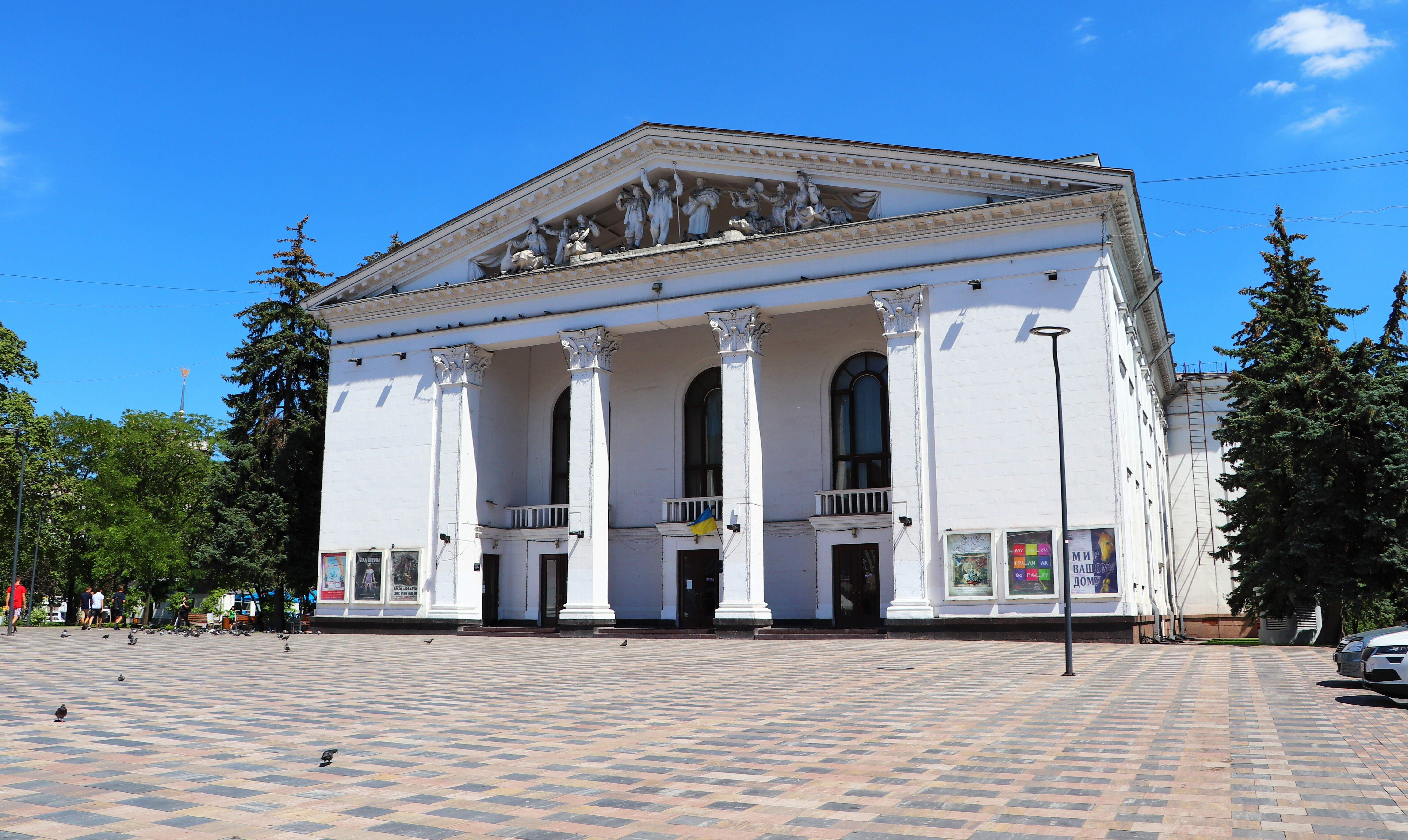
Донецкий академический областной драматический театр

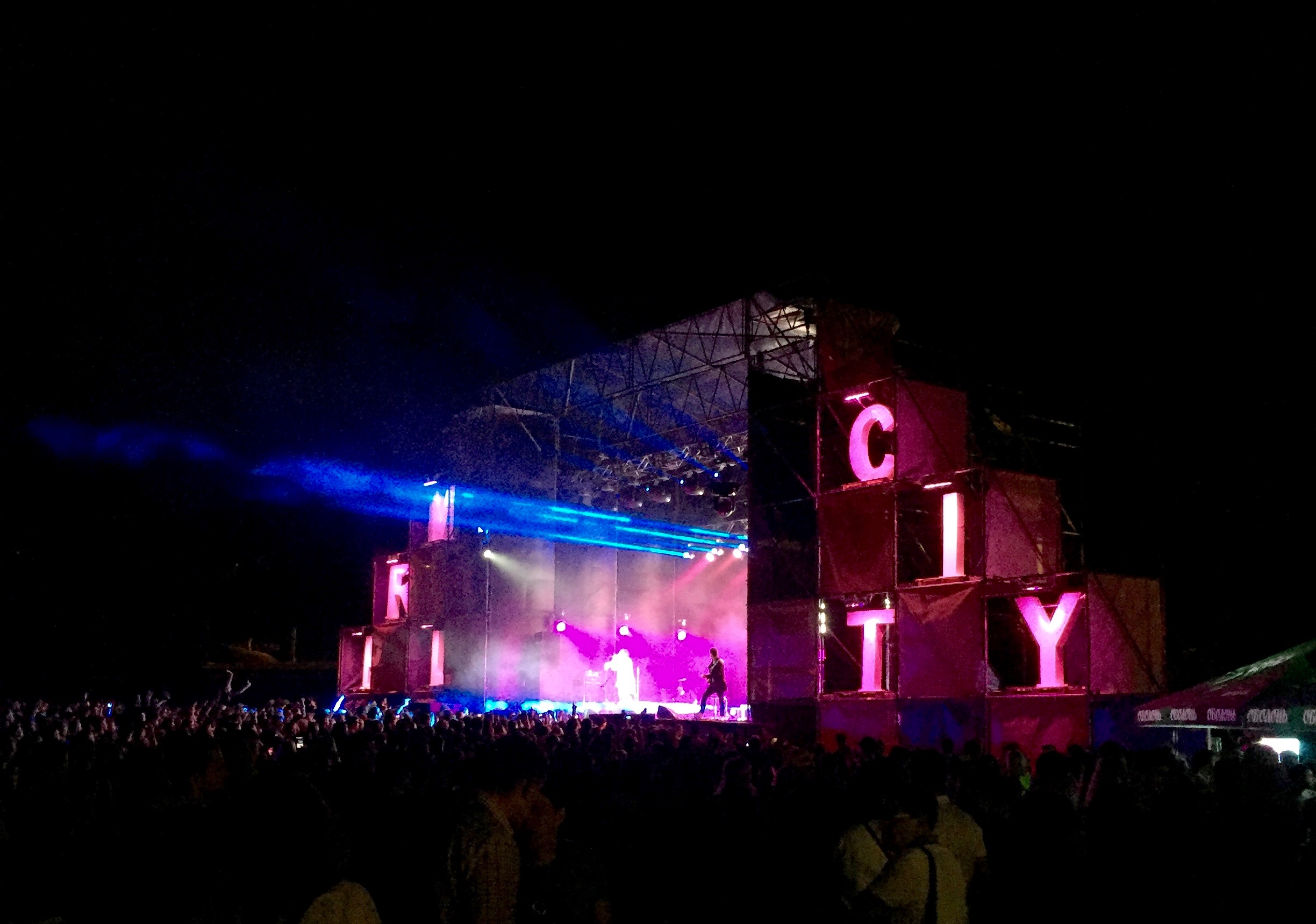
Главная сцена фестиваля MRPL FEST 2017

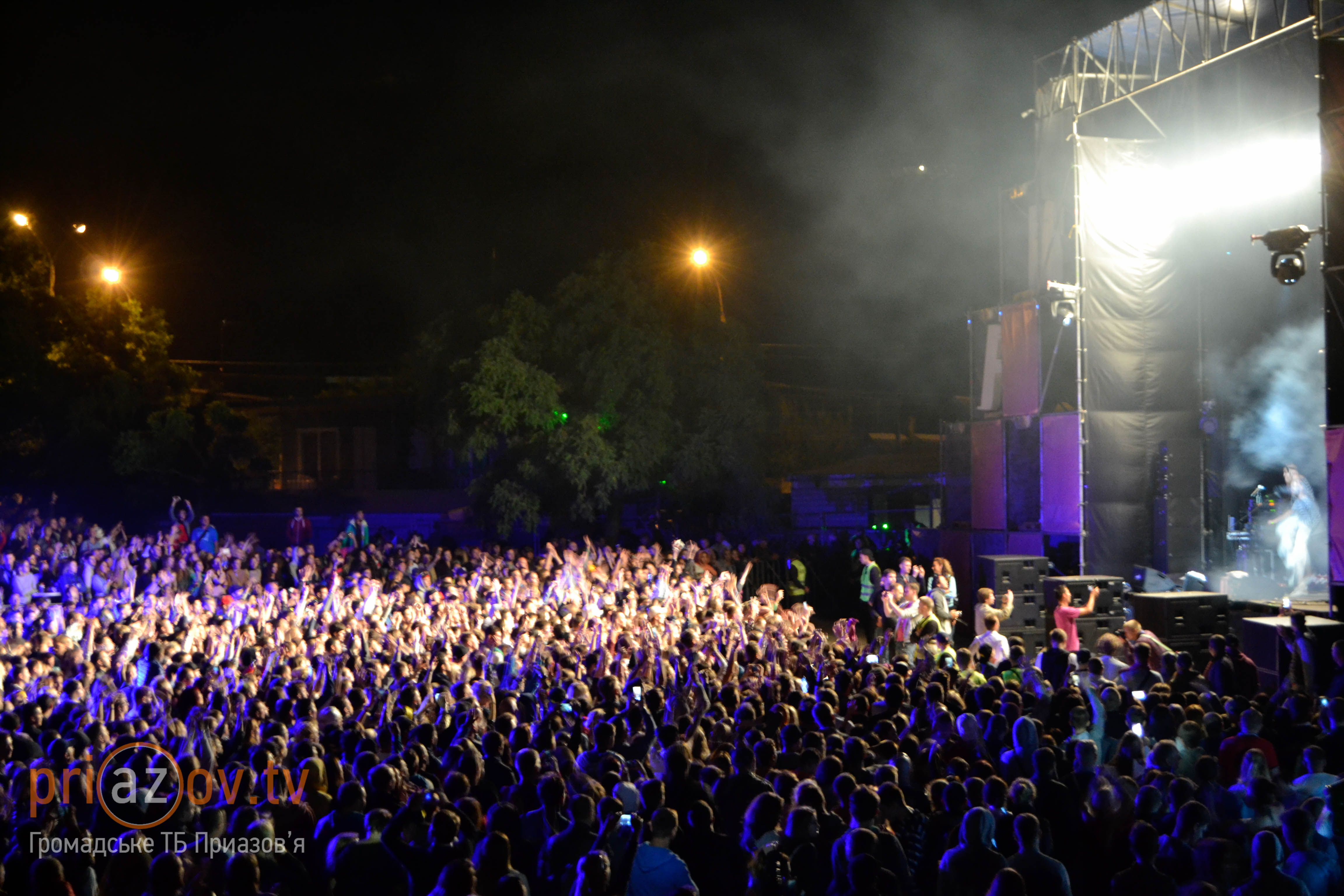
Концерт Ивана Дорна в Мариуполе

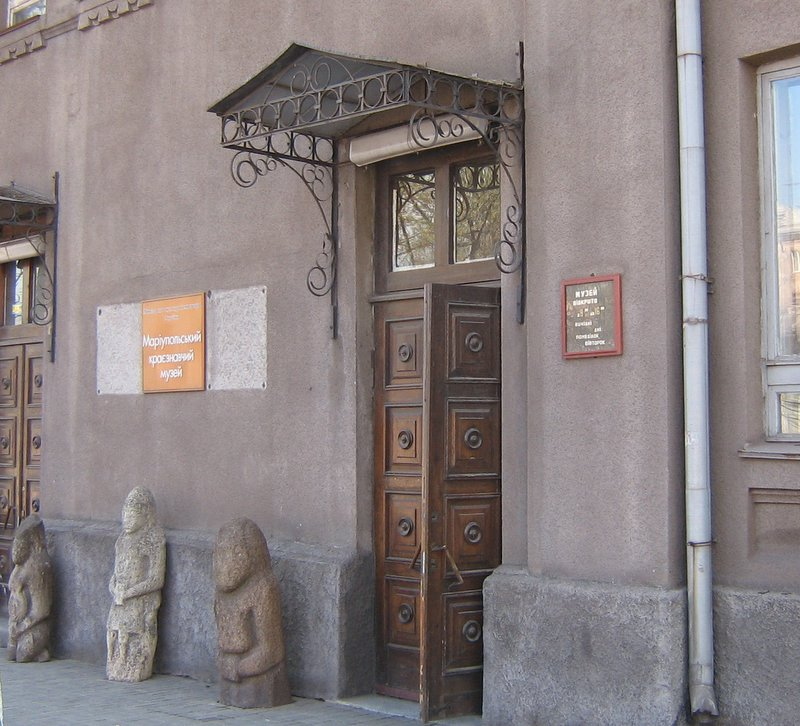
Мариупольский краеведческий музей

- - Донецкий академический областной драматический театр. В 2008 году старейший театр области отметил своё 130-летие. В театре работает талантливый коллектив актёров, среди которых два народных и два заслуженных артиста Украины. За вклад в духовное воспитание региона драмтеатр в 2000 году стал лауреатом конкурса «Золотой скиф». Здание театра было почти полностью уничтожено 16 марта 2022 года во время вторжения России на Украину.
  - Театр кукол (создан в 1999 году)
  - Экспериментальный театр-студия «МЕОТИДА»
- Кинотеатры:
  - «Победа» (пр. Мира, 34);
  - «Савона» (пр. Строителей, 134);
  - «Союз» (ул. Мира, 1; закрыт);
  - «Комсомолец» (пр. Нахимова, 172; закрыт);
  - «Буревестник» (пр. Лунина, 65; закрыт);
  - «Юбилейный» (ул. Карпинского, 95а; закрыт);
  - «Мультиплекс» (Запорожское шоссе, 2)[95]
- Дворцы культуры (вместе с клубами — 16 единиц):
  - Металлургов (пр. Металлургов, 150);
  - «Молодёжный» (Харлампиевская улица, 17; бывший «Азовсталь»)
  - «Искра» (пр. Бойко, 143);
  - «Маркохим» (пр. Металлургов, 52);
  - «Чайка» (пр. Лунина, 71);
  - Дворец детского и юношеского искусства («Дворец пионеров») (пр. Металлургов, 19);
  - Городской дворец культуры, бывший ДК «Строителей» (Азовстальская улица, 13).
- Выставочные залы, музеи:
  - Мариупольский краеведческий музей и его филиалы
    - Мариупольский художественный музей имени Куинджи
    - Центр современного искусства и культуры имени А. И. Куинджи
    - Музей народного быта (в прошлом музей А. А. Жданова)
    - Музей истории греков Приазовья (посёлок Сартана)

  - Галерея деревянной скульптуры Георгия Короткова
  - Художественная галерея Харбарбонд
  - Азовский морской музей имени В. А. Павлия
  - музейные залы промышленных предприятий и их подразделений, учреждений и организаций города и т. д.
- Библиотеки (всего 35 единиц):
  - Центральная имени В. Г. Короленко;
  - Центральная детская имени М. Горького;
  - Старейшая библиотека города имени А. С. Серафимовича;
  - а также: имени А. П. Гайдара, Гончара, М. С. Грушевского, Н. К. Крупской, Куприна, Леси Украинки, С. Я. Маршака, П. Морозова, А. С. Новикова-Прибоя, А. С. Пушкина, М. А. Светлова, И. С. Тургенева, И. Я. Франко, Чехова, К. И. Чуковского, промышленных предприятий, учреждений и организаций города.

В окрестностях города на берегу Азовского моря открыт памятник археологии — поздненеолитический родоплеменной могильник конца III тысячелетия до нашей эры. Во время раскопок тут обнаружено свыше 120 скелетов. Около них найдены каменные и костяные орудия и бусы, украшения из раковин моллюсков, зубов животных.

### Средства массовой информации

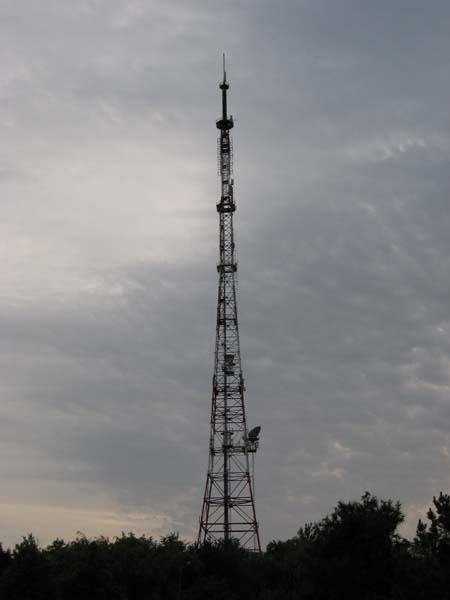
Мариупольская телевышка

### Туризм

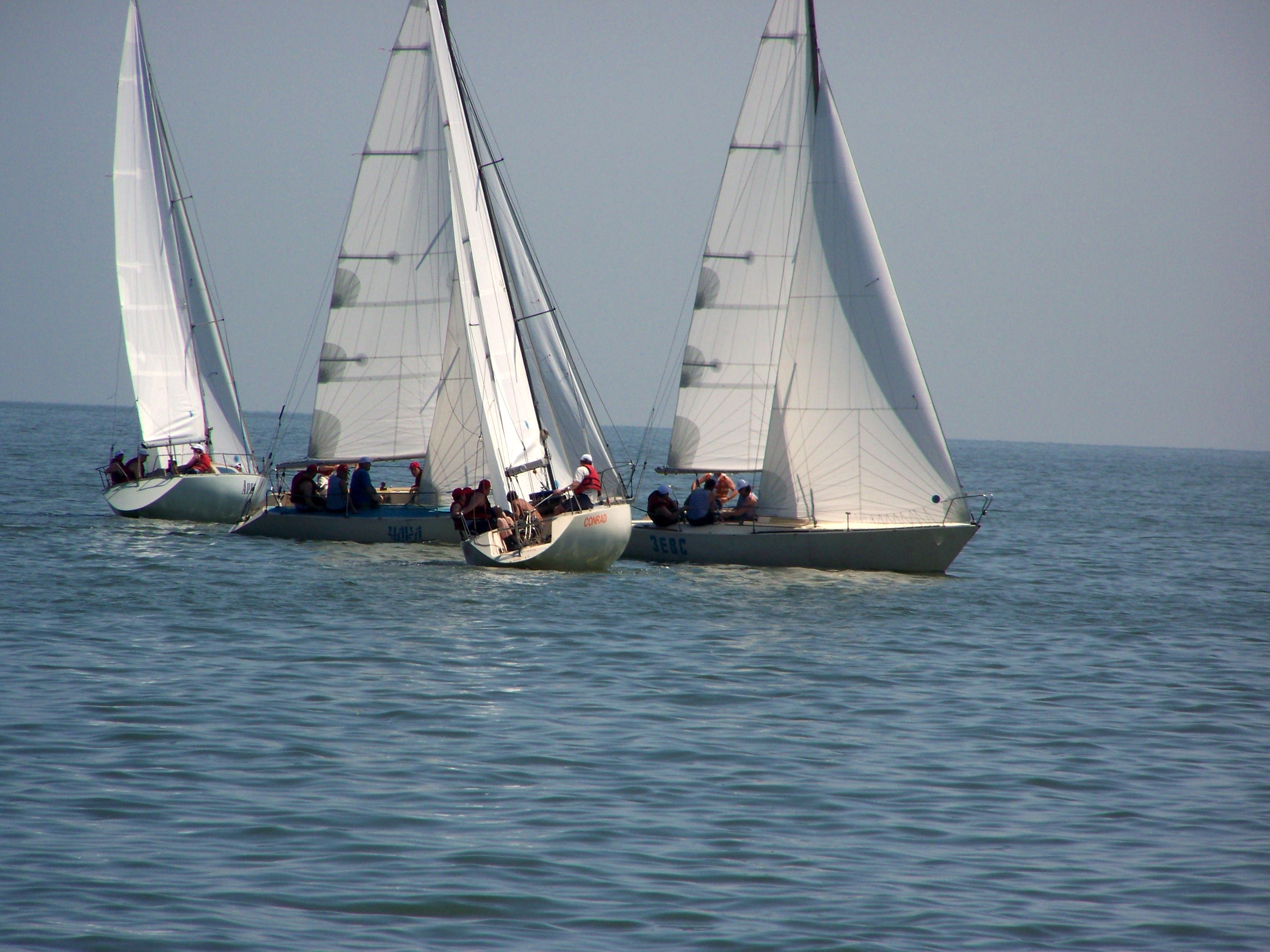
Побережье Азовского моря

### Спорт

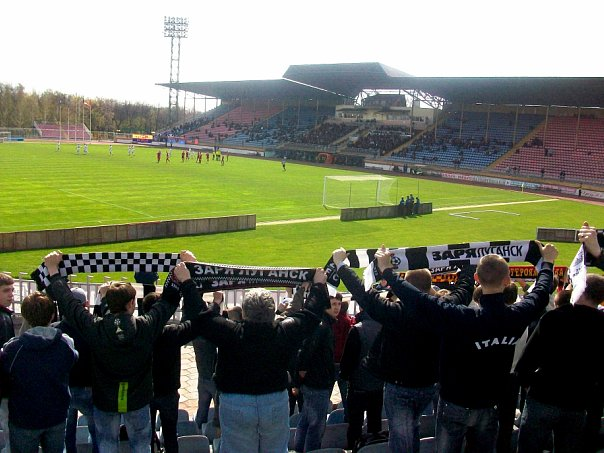
Футбольный матч на стадионе имени Владимира Бойко

## Наука и образование

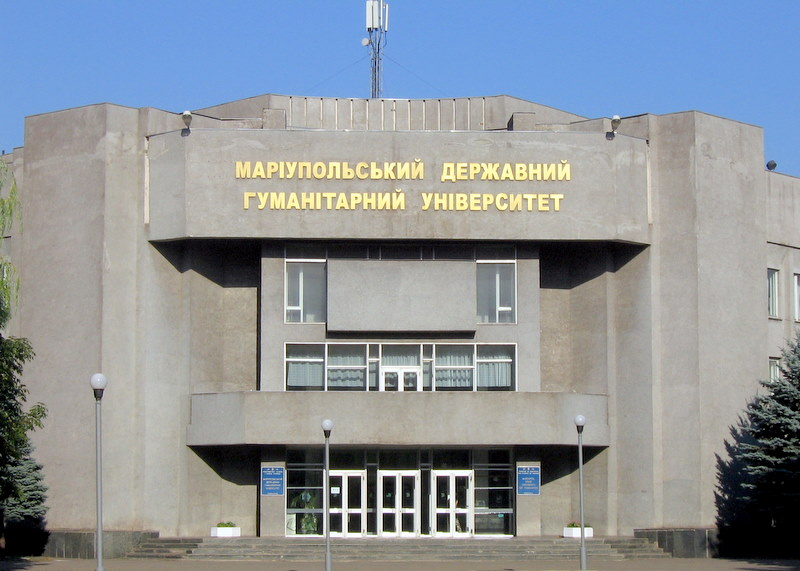
Мариупольский государственный университет

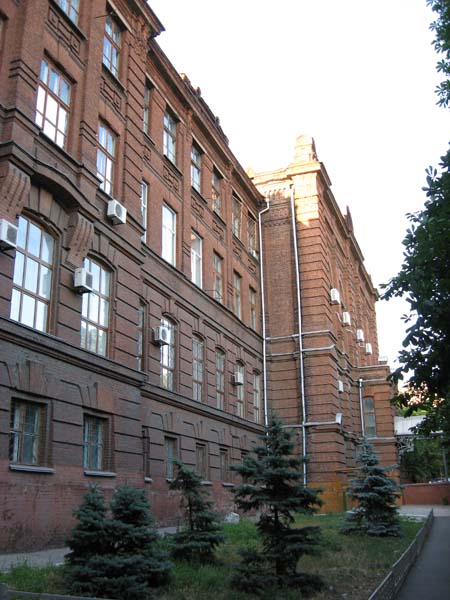
Приазовский государственный технический университет

## В филателии

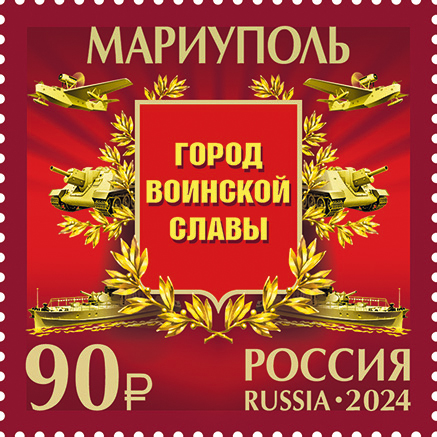
Почтовая марка России, 2024 год